# Kastell Saalburg

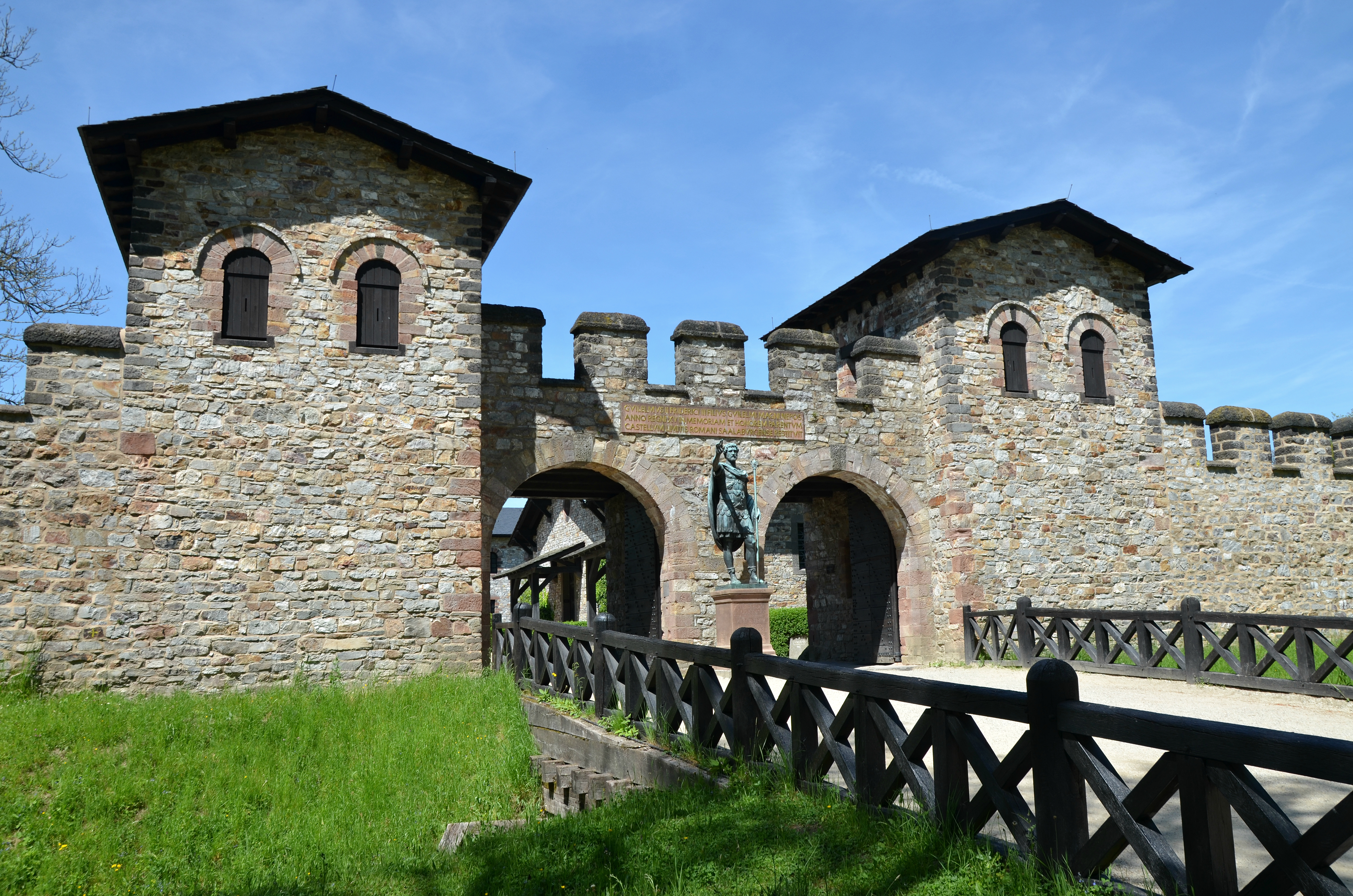
Die Porta Praetoria an der Südseite der Saalburg

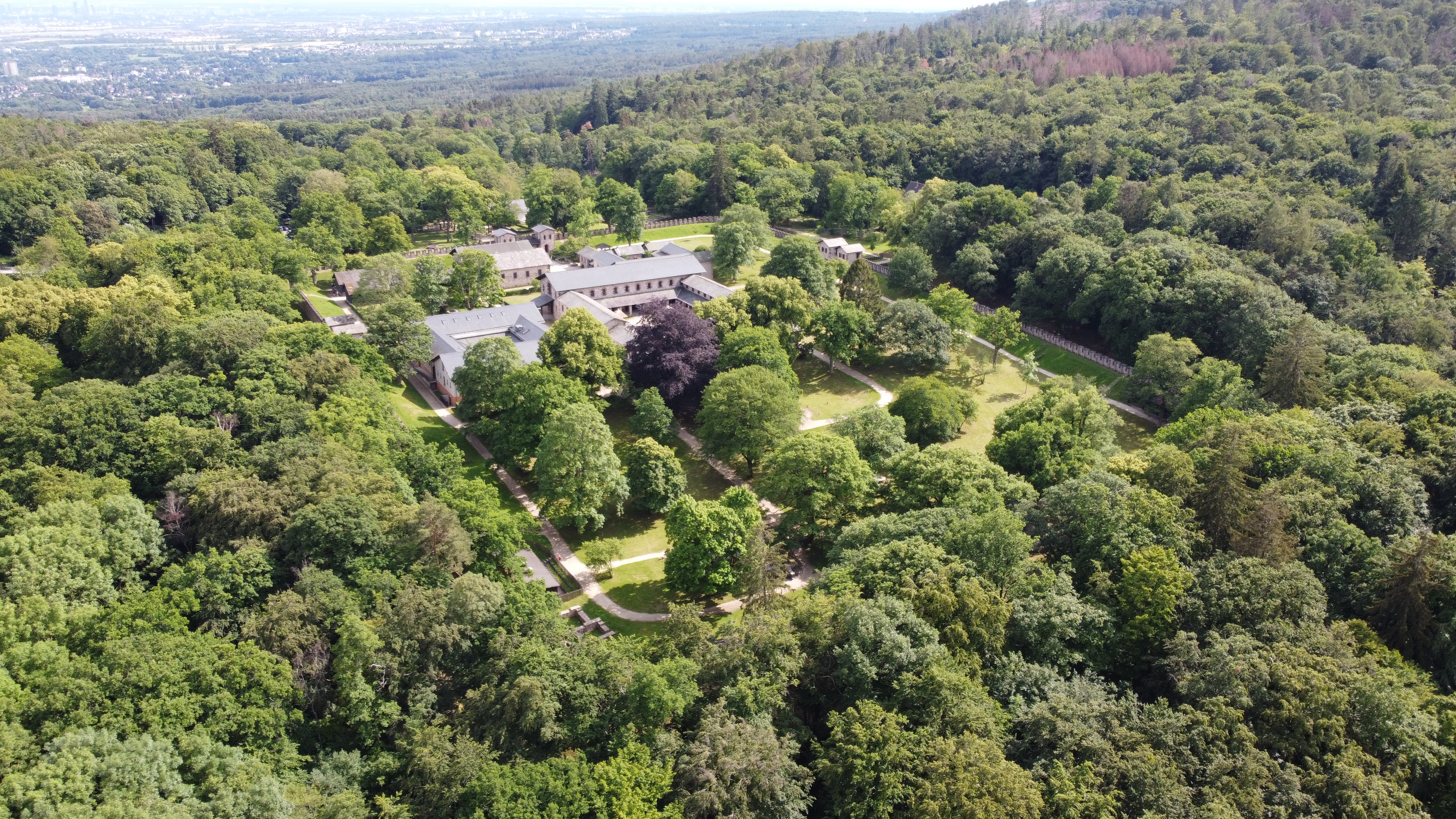
Luftbild der Saalburg (2020)

Das Kastell Saalburg ist ein auf dem Taunuskamm nordwestlich von Bad Homburg vor der Höhe gelegenes ehemaliges Kastell des römischen Limes. Das Kohortenkastell befindet sich unmittelbar westlich der heutigen Bundesstraße 456, etwa auf halbem Wege zwischen der Stadt Bad Homburg vor der Höhe und der Gemeinde Wehrheim im Hochtaunuskreis. Es gilt als das besterforschte und am vollständigsten rekonstruierte Kastell des Obergermanisch-Raetischen Limes, der seit 2005 den Status des UNESCO-Weltkulturerbes besitzt.
Die Saalburg ist eines von zwei Häusern des Archäologischen Landesmuseums Hessen (ALMhessen). Neben einem archäologischen Museum gehören ein archäologischer Park und ein Forschungszentrum zur Saalburg. Das Museum fungiert als zentrales Hessisches Landesmuseum für die Archäologie der römischen Provinzen und beherbergt darüber hinaus das zentrale Limesinformationszentrum für Hessen, der Arbeitsschwerpunkt des Forschungszentrums liegt entsprechend im Bereich der Provinzialrömischen Archäologie.

## Lage

Lage der Saalburg (19. Jahrhundert)

Das Kastell Saalburg liegt in rund 418 m ü. NHN auf dem von WSW nach ONO führenden Höhenkamm des Taunus. Schon in vorgeschichtlicher Zeit führten Handelswege, wie etwa der Lindenweg (auch Linienweg genannt) ausgehend bei der Nidda-Mündung bei Frankfurt-Höchst, von der Rhein-Main-Ebene über den kleinen Bergsattel auf diesem Taunuskamm, den so genannten Saalburgpass, den auch heute die Bundesstraße 456 zur Querung des Taunus nutzt, in das seit bandkeramischer Zeit relativ dicht besiedelte Usinger Becken. Von verkehrsgeographischer Wichtigkeit hieß auch fast immer von strategischer Bedeutung und so ist es nicht weiter erstaunlich, dass hier wohl schon in der Zeit der Chattenkriege (83 bis 85) des Kaisers Domitian (81–96) zwei einfache Erdschanzen (sogenannte Schanzen A und B, zwischen dem restaurierten Kastell und dem heutigen Bundesstraßenverlauf gelegen) von den römischen Truppen zur Absicherung dieses Taunuspasses errichtet worden waren.
Heute befindet sich der ehemals militärisch genutzte Platz in einem Waldgebiet unmittelbar westlich der Bundesstraße 456, mehrere Kilometer abseits der modernen Siedlungsplätze Obernhain (knapp zwei Kilometer), Saalburgsiedlung (knapp zwei Kilometer), Wehrheim (gut drei Kilometer) und Bad Homburg vor der Höhe (rund sechs Kilometer).

## Forschungsgeschichte

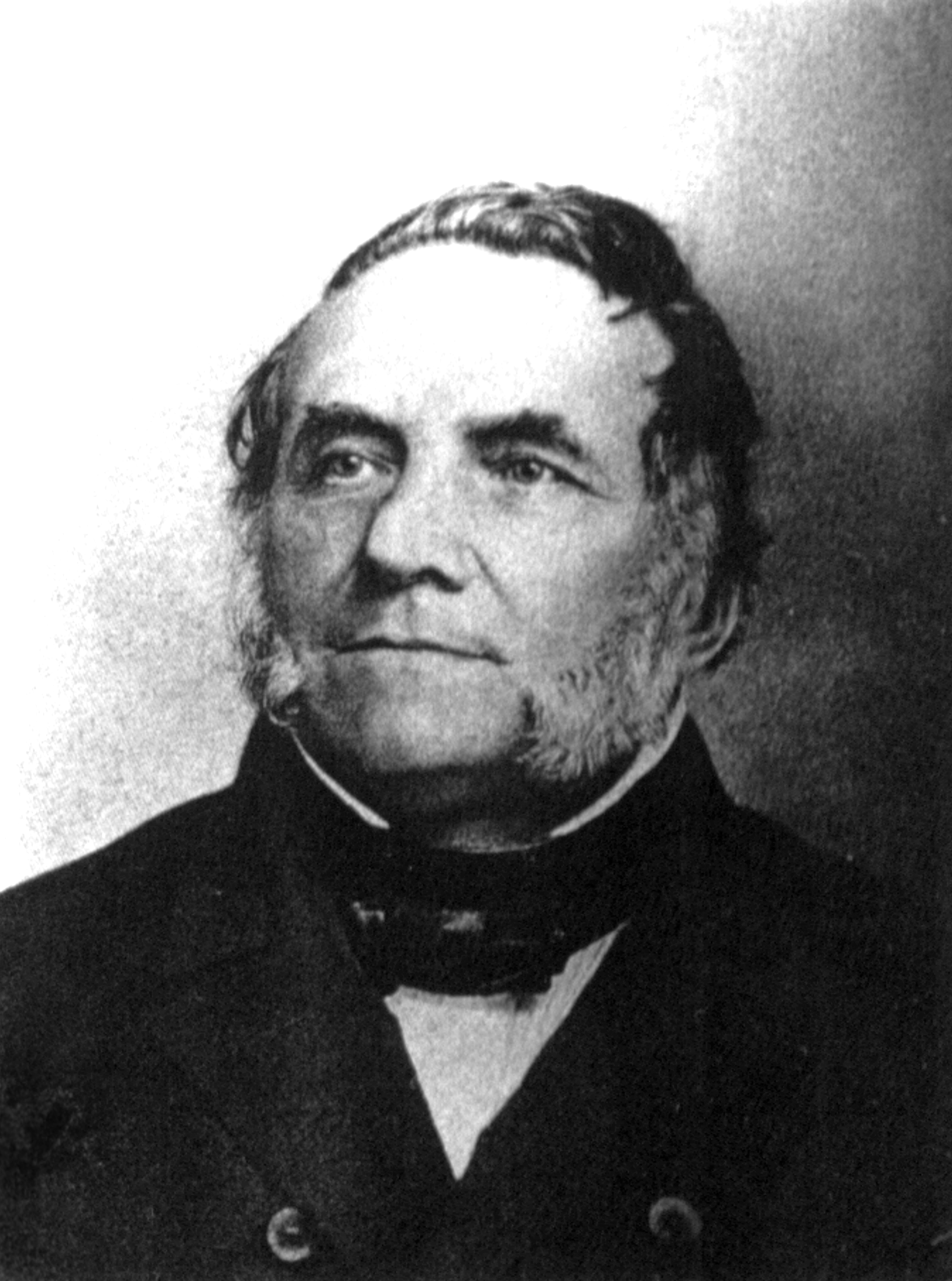
Friedrich Gustav Habel

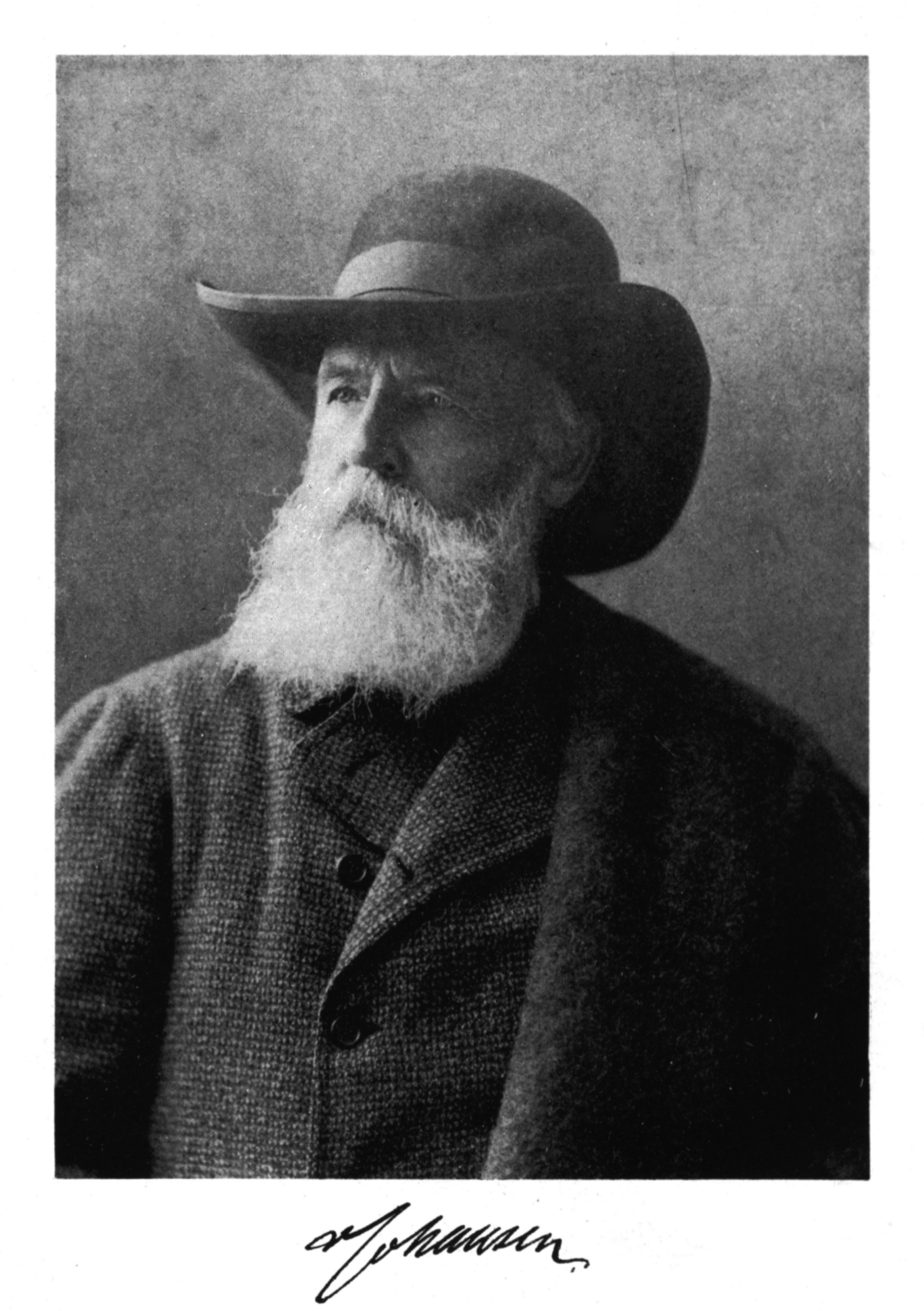
Karl August von Cohausen

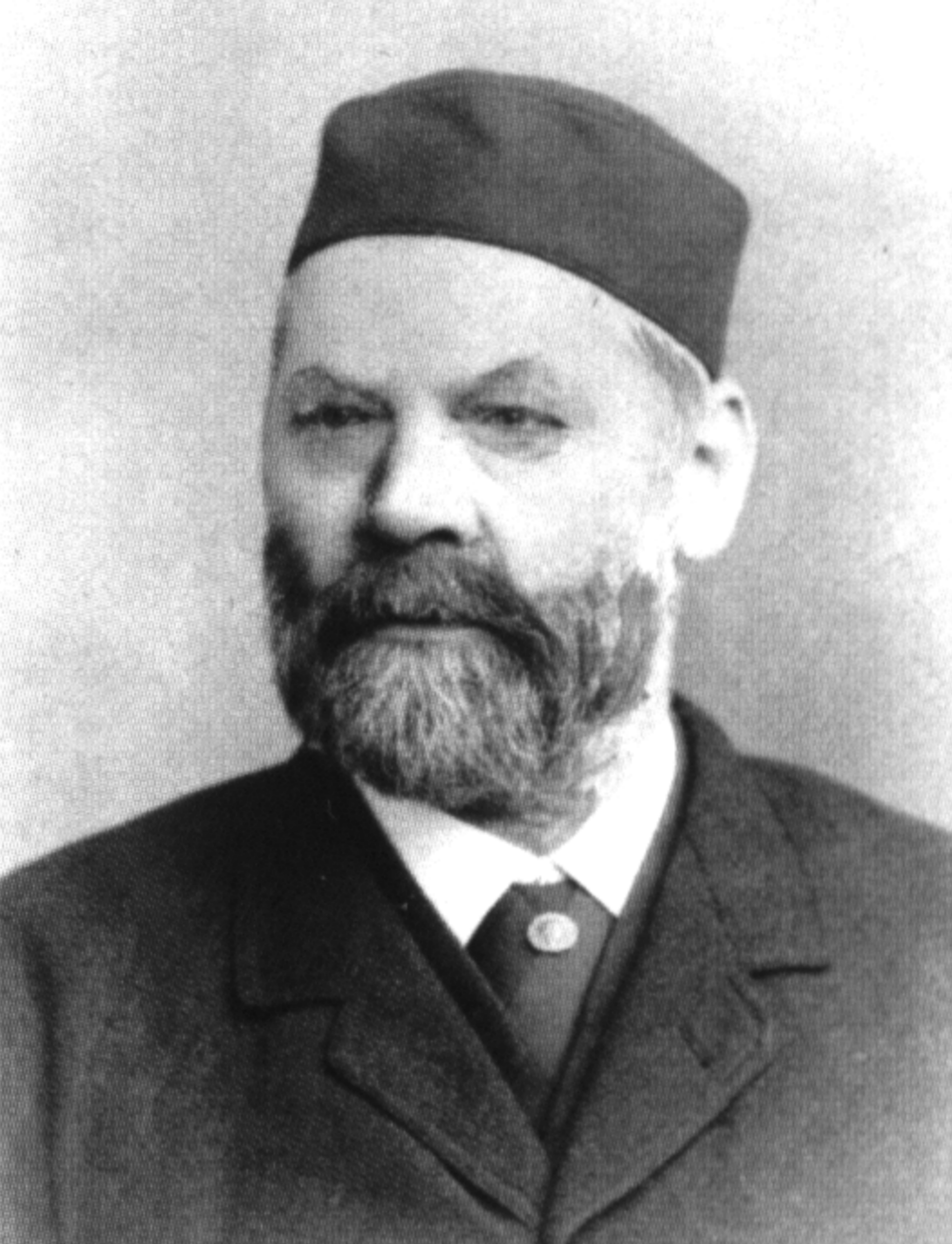
Louis Jacobi

Während des Mittelalters und bis weit in die Neuzeit hinein waren die Ruinen der Saalburg als Steinbruch (unter anderem für den Bau der Kirche des Klosters Thron bei Wehrheim) genutzt worden. Erst Elias Neuhof, hessen-homburgischer Regierungsrat und Erbauer des heutigen Sinclair-Hauses in Bad Homburg, erkannte den römischen Ursprung der Ruine und identifizierte sie 1747 als „römische Schanze“. Er fasste die Ergebnisse seiner Beobachtungen und Nachforschungen zwischen 1747 und 1777 in verschiedenen Publikationen zusammen, von denen jedoch die meisten verloren gegangen sind. Dank Neuhof entwickelte sich damals auch erstmals in gebildeten Kreisen ein gewisser Sinn für die Schutzwürdigkeit des Bauwerks, doch konnte der Steinraub erst 1818 durch einen Erlass des Landgrafen Friedrich V. von Hessen-Homburg beendet werden, nachdem noch unmittelbar zuvor, in den Jahren zwischen 1816 und 1818, die Saalburg vom Magistrat der Stadt Homburg zum Steinbruch deklariert worden war. Zum besseren Schutz schließlich erfolgte 1820 der Ankauf der Anlage durch den Landgrafen Friedrich VI.
Erst 1841 erhielt Friedrich Gustav Habel (1793–1867), der vormalige Archivar der Landesbibliothek Wiesbaden, vom Landgrafen Philipp die Genehmigung, weitere Nachforschungen im Bereich der Saalburg vorzunehmen. Auch in den Jahren 1853 bis 1862 durch den nassauischen Altertumsverein durchgeführten Untersuchungen standen unter Habels Leitung. In den folgenden Jahren führte eine neu gegründete Saalburgkommission in erster Linie erhaltende Maßnahmen an der Ruine durch, bis 1870 Karl August von Cohausen die Grabungsleitung im Bereich der Saalburg übertragen bekam. Das durch Cohausens Aktivitäten neu erwachende Interesse führte 1872 zur Gründung des Saalburgvereins, dessen Zielsetzung in der Unterstützung weiterer Ausgrabungen und der Errichtung eines eigenen Museums für die Saalburgfunde bestand. Nachdem von Cohausen sich im Verlaufe der 1870er Jahre in seiner Eigenschaft als Königlicher Konservator für die preußische Provinz Hessen-Nassau mehr und mehr auch anderen Aktivitäten rund um den Limes und an anderen Stellen widmete, übernahm sein bisheriger Mitarbeiter, der Homburger Baurat Louis Jacobi zunehmend Cohausens Funktion und die Leitung der Ausgrabungen am Kastell.
Als im Jahre 1892 die Reichs-Limeskommission (RLK) unter Leitung von Theodor Mommsen begann, den vollständigen Verlauf des Limes und die Standorte seiner Kastelle in Deutschland zu erforschen, wurden Louis Jacobi und sein Sohn Heinrich Jacobi (1866–1946), der spätere langjährige Leiter des Saalburg-Museums, Streckenkommissare. Im Rahmen dieses umfangreichen und insgesamt Jahrzehnte in Anspruch nehmenden Projektes wurden auch die archäologischen Aktivitäten im Bereich der Saalburg weiter intensiviert. Louis Jacobi war es schließlich auch, der 1897 Wilhelm II. dazu bewog, unter seiner Leitung ab 1897 die Rekonstruktion des Saalburg-Kastells auf Grundlage der umfangreichen Ausgrabungsfunde zu veranlassen. Die Grundsteinlegung erfolgte am 11. Oktober 1900, obschon Louis Jacobi bereits 1885 durch einen ersten Wiederaufbau der Südwestecke der Wehrmauer mit den Rekonstruktionsarbeiten begonnen hatte.

Rekonstruktionsarbeiten 1885 bis 1900
Principia vor Beginn der Rekonstruktionsarbeiten
Vorhalle der Principia zu Beginn der Rekonstruktionsarbeiten
Rekonstruierte SW-Ecke der Wehrmauer; Rekonstruktion von 1885 mit großem Zinnenabstand[A 4]
L. Jacobi und Wilhelm II. im Innenhof der Principia (um 1900)
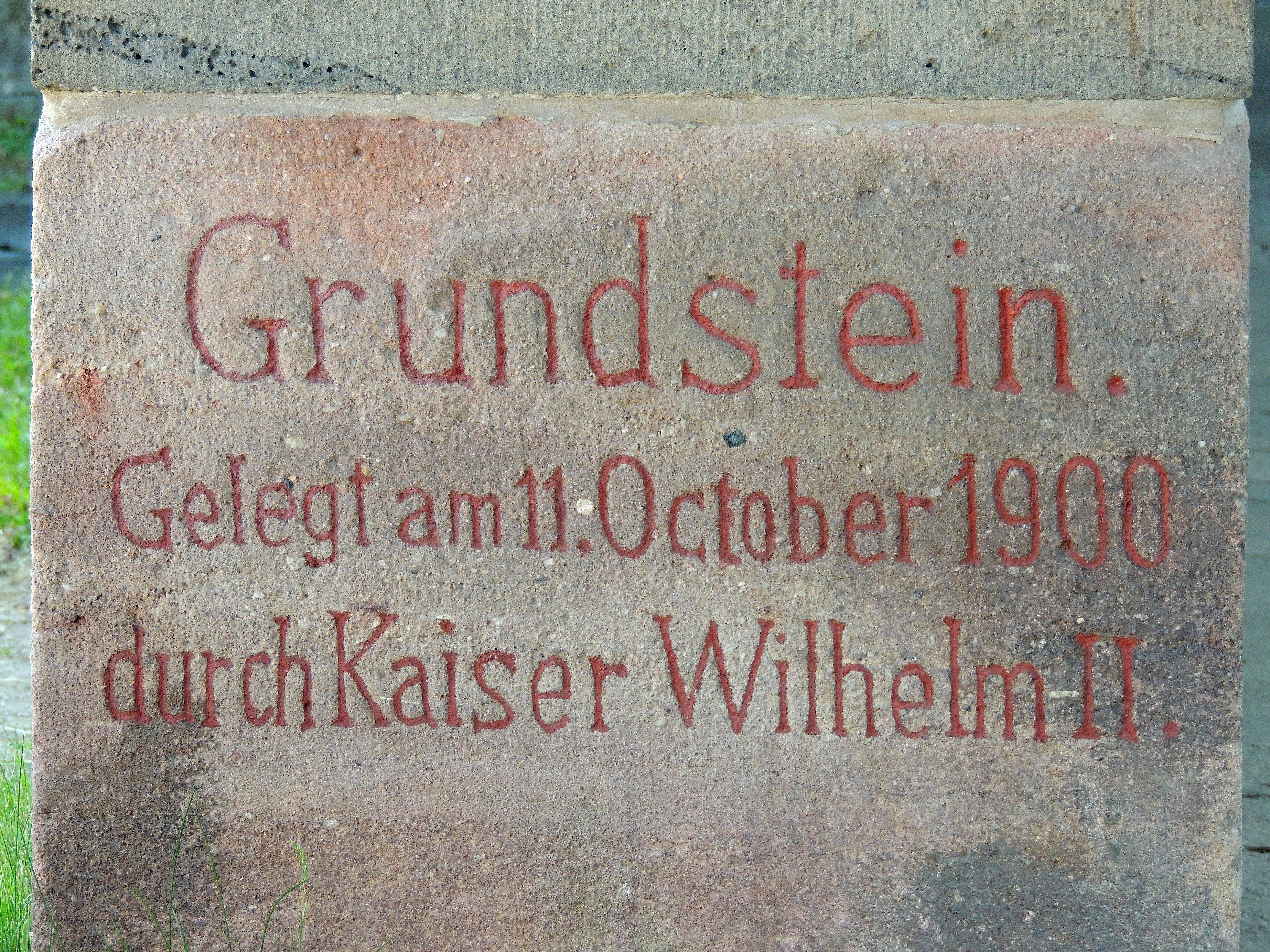
Grundstein vom 11. Oktober 1900

In den folgenden Jahren bis etwa 1907 entstand das am vollständigsten rekonstruierte Kastell des gesamten Limes, welches zudem mit dem Saalburgmuseum die heute wohl neben dem Limesmuseum Aalen bedeutendste Einrichtung dieser Art zur deutschen Limesforschung ist. Nachfolger Louis Jacobis wurde sein Sohn Heinrich, der das Museum von 1912 bis 1936, und dann noch einmal kommissarisch von 1945 bis 1946 leitete.
Heinrich Jacobi verstarb bereits 1946, was zur Folge hatte, dass die Direktion in der Nachkriegszeit zunächst nicht besetzt werden konnte. Die Saalburg wurde 1947/48 interimistisch durch Ferdinand Kutsch von Wiesbaden aus geleitet. In den Museumsgebäuden ausgelagerte Bestände der Oberurseler Motorenfabrik sowie Plünderungen der Museumsbestände in den letzten Kriegstagen ließen einen geordneten Museumsbetrieb nicht zu. 1948 wurde die Stelle mit dem Prähistoriker Hans Schönberger neu besetzt. Unter Schönbergers Leitung wurde die Saalburg wieder zu einem echten Besuchermagneten. Während 1947 nur 50.000 Besucher registriert wurden, waren es bei seinem Wechsel in die Direktion der Römisch-Germanischen Kommission 1966 rund 230.000.
Unter Hans Schönberger wurde die Saalburg zu einem überregional bedeutenden Forschungszentrum am Limes. Das Museum führte unter anderem Ausgrabungen in den Kastellen Echzell, Altenstadt und Heilbronn-Böckingen durch. Im Jahre 1964 fand der 6. Internationale Limeskongress zum ersten Mal nach dem Krieg wieder in Deutschland statt. Der Saalburgführer wurde vom bekannten britischen Limesforscher Eric Birley in die englische Sprache übersetzt.
Von 1967 bis 1993 war Dietwulf Baatz, einer der bedeutendsten provinzialrömischen Archäologen der zweiten Hälfte des 20. Jahrhunderts Leiter des Saalburgmuseums. Seit 1995 hatte Egon Schallmayer dieses Amt inne. Im Jahre 2013 ging er in den Ruhestand, sein Nachfolger als Saalburgdirektor wurde Carsten Amrhein.

## Geschichte

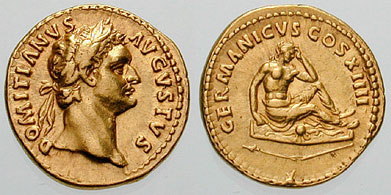
Aureus Domitians mit der besiegten Germania auf der Rückseite (um 88/89)

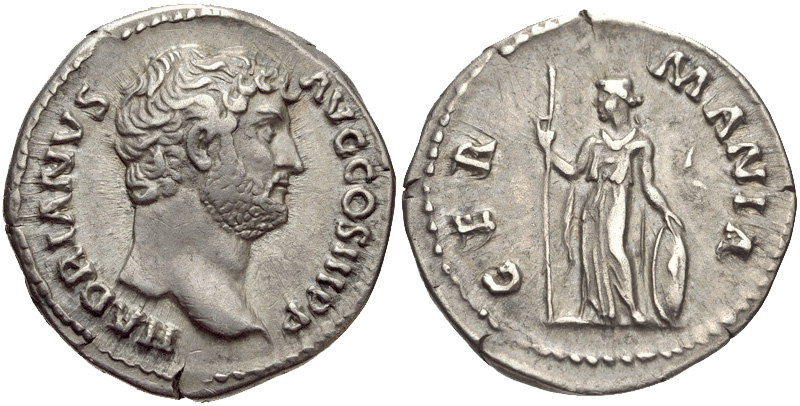
Denar Hadrians mit Germania auf der Rückseite (um 134–138)

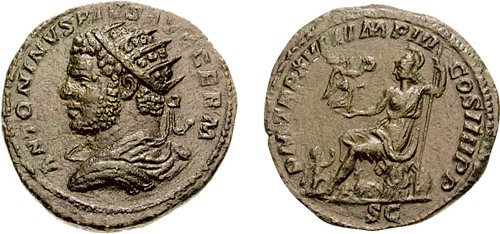
Dupondius des Caracalla. Auf der Rückseite Roma mit kniendem Germanen zu ihren Füßen. (um 214)

Im Anschluss an die beiden Erdwerke der domitianischen Kriege wurde gegen das Jahr 90 n. Chr. ein einfaches, nach Norden zum Limes hin ausgerichtetes Holz-Erde-Kastell für einen Numerus errichtet. Ein Numerus war eine Auxiliartruppen-Einheit, die normalerweise aus zwei Zenturien bestand, also eine Sollstärke von etwa 160 Mann hatte. Vereinzelte Funde sprechen dafür, dass es sich bei dem Numerus der Saalburg um einen Numerus Brittonum gehandelt haben könnte, also eine Einheit, die ursprünglich in Britannien rekrutiert worden war, aber wirklich gesichert ist diese Vermutung nicht.
In späthadrianischer Zeit, etwa um das Jahr 135 wurde das Numeruskastell durch ein 3,2 Hektar großes Lager für eine Kohorte, eine Infanterie-Einheit von knapp 500 Mann, ersetzt. Der Grundriss dieses Kastells wurde nun auf die Römerstadt Nida ausgerichtet und zunächst mit einer in Trockenbauweise errichteten Holz-Stein-Mauer versehen, an deren Stelle erst in der zweiten Hälfte des 2. Jahrhunderts eine gemörtelte Steinmauer mit angeschütteter Erdrampe trat. Dieser letzten Bauphase entspricht auch die Rekonstruktion des Kastells mit seinen Abmessungen von 147 mal 221 Metern. Fragmente der Trockenmauer sind jedoch noch in der Retentura (rückwärtiger Kastellbereich) zu sehen und auch ein Abschnitt des zum Holz-Erde-Kastell gehörenden Verteidigungsgrabens wurde offen gelassen bzw. wiederhergestellt und kann dort besichtigt werden.
Die Besatzung des Kohortenkastells, die vermutlich dem Legionskommando in Mogontiacum (Mainz) unterstand, war die Cohors II Raetorum civium Romanorum („2. Kohorte der Räter römischen Bürgerrechts“), also eine knapp 500 Mann starke Infanterieeinheit. Die Kohorte hatte ursprünglich in Aquae Mattiacorum (Wiesbaden) gelegen und war von dort aus nach einer weiteren Stationierung im Kastell Butzbach (ORL 14) schließlich zur Saalburg kommandiert worden.
Das Kastell bestand in dieser Form und mit dieser Besatzung bis zum Fall des Limes um das Jahr 260. Der Name der Einheit wird in dieser Zeit immer wieder in Steininschriften erwähnt und auch die Namen einzelner Kommandeure sind uns so überliefert.
Mit dem beginnenden 3. Jahrhundert wurden die Zeiten am Limes unruhiger. Auch ein Präventivkrieg des römischen Kaisers Caracalla, der im Jahre 213 von Raetien und Mogontiacum (Mainz) aus gegen die Alamannen und die mit ihnen verbündeten Chatten vorstieß, minderte den germanischen Druck auf die Reichsgrenze nur vorübergehend. Nida (heute Frankfurt-Heddernheim), der rückwärtige zivile Hauptort der Civitas Taunensium erhielt einen Befestigungsring und bereits im Jahre 233 drangen die Alemannen erneut in römische Gebiete ein. Zu weiteren größeren Alemanneneinfällen kam es 254 und 260. Schließlich ging das gesamte rechtsrheinische Gebiet in Zeit der innen- und außenpolitischen sowie wirtschaftlichen Krise des Imperiums um die Mitte des 3. Jahrhunderts verloren.
Im Zusammenhang mit diesen Ereignissen scheint das Kastell Saalburg ohne Kampfhandlungen planmäßig geräumt worden zu sein.
Nach dem Ende des obergermanischen Limes wurde das verfallene Kastell als Steinbruch genutzt, bis um die Mitte des 19. Jahrhunderts die Unterschutzstellungsmaßnahmen und Ausgrabungstätigkeiten begannen.

## Kastell

Schanzen A und B
nach den Ausgrabungsbefunden
von Louis Jacobi (1897)

### Früheste Kastellbauten (Schanzen A und B)
Als früheste militärische Anlagen auf dem Bergsattel der Saalburg gelten zwei einfache Erdwerke, die sogenannte „Schanze A“ und die „Schanze B“. Sie befinden sich etwa auf der Höhe der Retentura (rückwärtiger Lagerbereich) des Kohortenkastells, rund 60 bis 80 Meter östlich von diesem entfernt. Die beiden kleinen Kastelle wurden erst zufällig im Jahr 1908 beim Abforsten des dortigen Waldes entdeckt.
Im Jahre 1913 wurden die beiden Kastelle im Rahmen einer der ersten experimentalarchäologischen Aktionen der Forschungsgeschichte durch zwei Pionierbataillone nordwestlich des eigentlichen Kastellplatzes, im Bereich des „Dreimühlenborns“ vollständig nachgebaut. Die Spuren dieser Anlagen sind noch heute deutlich im Gelände wahrnehmbar.

Errichtung der Modellschanzen durch Mainzer Pioniere
Modellschanzen unmittelbar nach der Fertigstellung

#### Schanze A (Vexillationskastell)

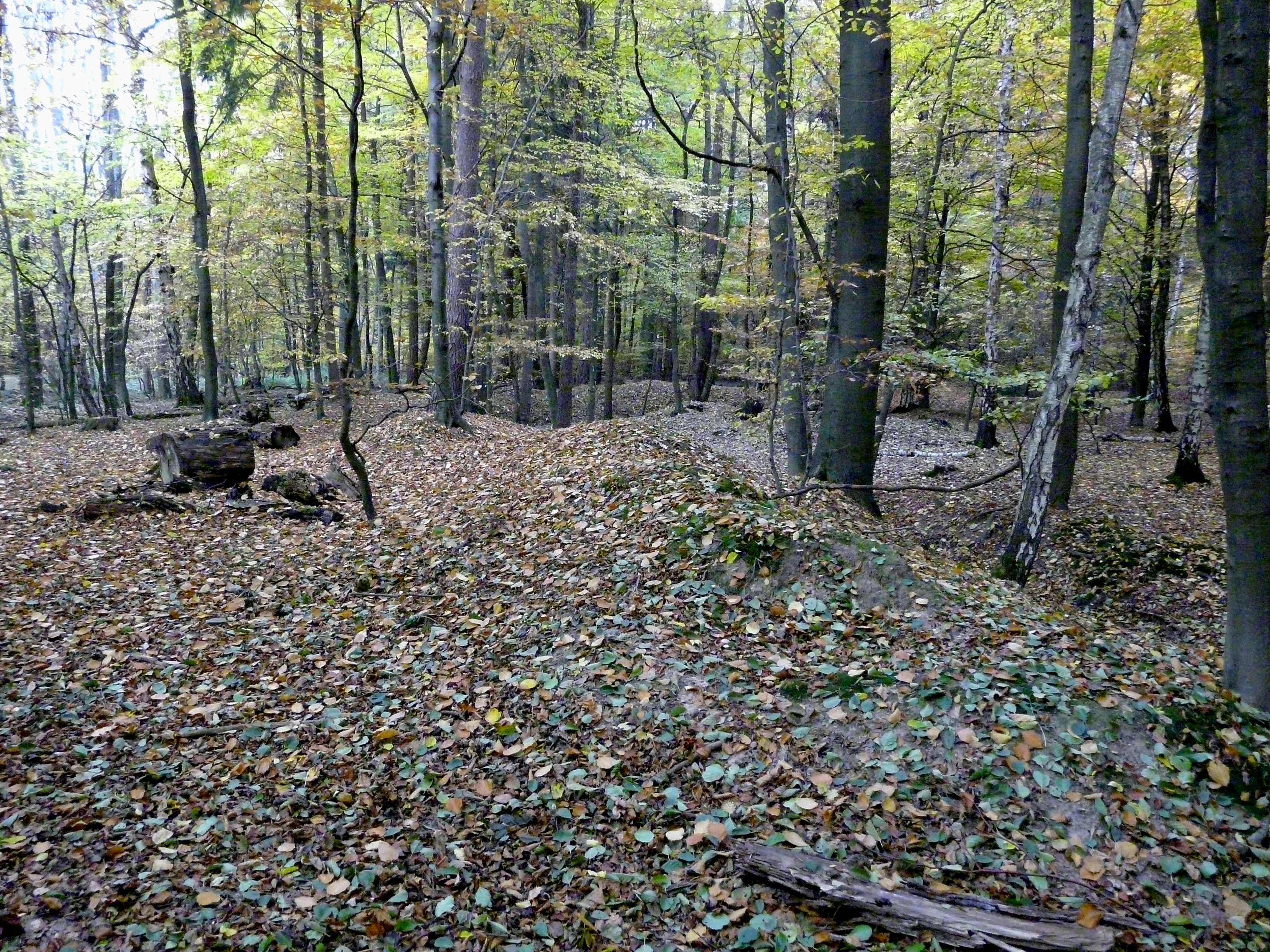
Stark überwachsene Bodenverformungen der „Schanze A“ (Herbst 2009)

Als ältere der beiden Anlagen gilt die nördlich gelegene „Schanze A“. Sie besaß einen unregelmäßigen, auf eine Abschrägung der Nordostseite zurückzuführenden, fünfeckigen Grundriss. Mit durchschnittlich rund 42 m mal 38,5 m Seitenlänge nahm die gesamte Anlage eine Fläche von knapp 1600 m² (= 0,16 ha) ein, die nutzbare Innenfläche hingegen betrug nur knapp 1.200 m² (= 0,12 ha). Auf der Wallkrone befand sich ein Flechtwerkzaun, gegen den der Aushub des Verteidigungsgrabens angeschüttet worden war. Ein dahinter liegender Wehrgang war nicht vorhanden. Der einfache, 1,50 m bis 1,80 m breite und 0,80 m bis 0,90 cm tiefe Graben umgab das gesamte Kastell und setzte nur vor dem einzigen, auf der Südseite des Kastells befindlichen und aus der Mittelachse des Lagers stark nach rechts versetzten Tor kurz aus. Vor dem Graben wurden die Spuren eines weiteren Flechtwerkszauns entdeckt, der sich um das ganze Lager zog. Er wurde als Umwehrung eines provisorischen älteren Lagers gedeutet, dessen Besatzung die „Schanze A“ erbaut haben könnte.
Die Unterbringung der Truppe fand vermutlich in Zelten statt, die sich in den westlichen drei Vierteln des Innenbereichs befunden haben dürften. Man kann von maximal zehn Mannschaftszelten à acht Soldaten, sowie einem weiteren Zelt für den Kommandanten der Einheit ausgehen, so dass die Truppe die Größe einer Zenturie gehabt haben, also aus rund 80 Mann zuzüglich Chargen bestanden haben könnte. Das östliche Viertel der Lagerinnenfläche war vermutlich der Unterbringung der Last- und Reittiere vorbehalten, wofür die Tränke- und Entwässerungsrinnen sprechen, die man in diesem Kastellbereich nachgewiesen hat. In der nordwestlichen Ecke des Lagers befanden sich einige Backöfen.
Die Schanze lag verborgen im Mischwald unweit eines Passweges über den Taunuskamm. Sie wurde vermutlich unter Domitian während der Kriege gegen die Chatten in den Jahren 83 bis 85 n. Chr. angelegt. Allerdings kann in Anbetracht des üblicherweise in kurzfristig bestehenden Zeltlagern geringen Materialverlustes und also ebenfalls geringen Fundaufkommens auch eine frühere, vespasianische Gründung nicht gänzlich ausgeschlossen werden.

#### Schanze B (Vexillationskastell)

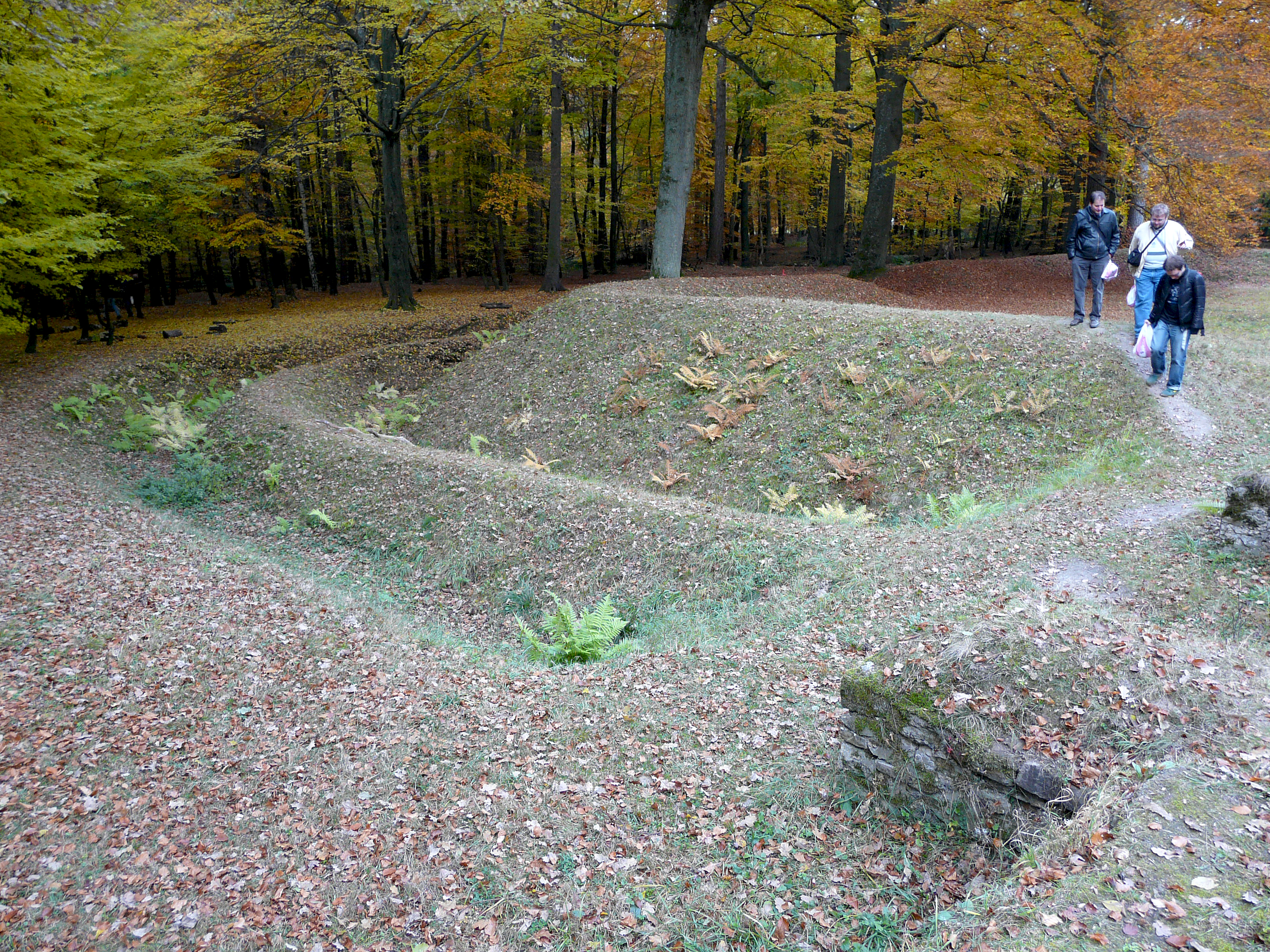
NW-Ecke der rekonstruierten Schanze B (Herbst 2009)

Die rund 28,50 m südlich der „Schanze A“ liegende „Schanze B“ ist jünger und besaß einen annähernd quadratischen Grundriss von rund 44 m mal 46 m, womit sie eine Gesamtfläche von gut 2.000 m² bedeckte. Abzüglich aller Annäherungshindernisse (Gräben und Wall) verblieb allerdings nur eine nutzbare Innenfläche von reichlich 300 m² (17 m mal 19 m). Die Anlage war von einem doppelten Spitzgraben umgeben, dessen einzelne Gräben jeweils 2,80 m breit und 1,20 m tief waren. Auf dem 1,50 m breiten Rücken zwischen den beiden Gräben wurde ein flaches und nur 15 cm bis 30 cm breites Gräbchen nachgewiesen. An dieser Stelle befand sich vermutlich ein Flechtwerkzaun als zusätzliches Annäherungshindernis. Eine Berme zum Kastell hin fehlte gänzlich, die Innenböschung des inneren Grabens ging ohne Versatz in die Außenböschung des Walles über, der einen weiteren Flechtwerkzaun als Brustwehr und den dahinter liegenden Wehrgang trug. Vor dem einzigen Tor des Kastells, das nach Norden, zum Limes hin wies, setzten die Gräben aus. Das Tor war rund fünf Meter breit und könnte einen turmartigen Aufbau besessen haben.
Zwischen der Umwallung und den Innenbauten verlief die Via Sagularis (Lagerringstraße). Die Bebauung selbst bestand vermutlich aus einem einzigen, sich zum Tor hin öffnenden, U-förmigen Gebäude mit gepflastertem oder geschottertem Innenhof. Die Flügel des Bauwerks könnten jeweils vier bis fünf Contubernien enthalten haben, der rückwärtige Gebäudeteil bestand vermutlich aus den Wohnräumen des Centurio.
Wie die „Schanze A“ dürfte auch die „Schanze B“ Platz für eine Vexillation in Größe einer Zenturie, also für rund 80 Mann Besatzung geboten haben. Im Gegensatz zur Schanze A handelte es sich aber um eine Anlage, die allem Anschein nach von Anfang an für einen längerfristigen Belegungszeitraum konzipiert worden war.

### Numeruskastell (Holz-Erde-Kastell)

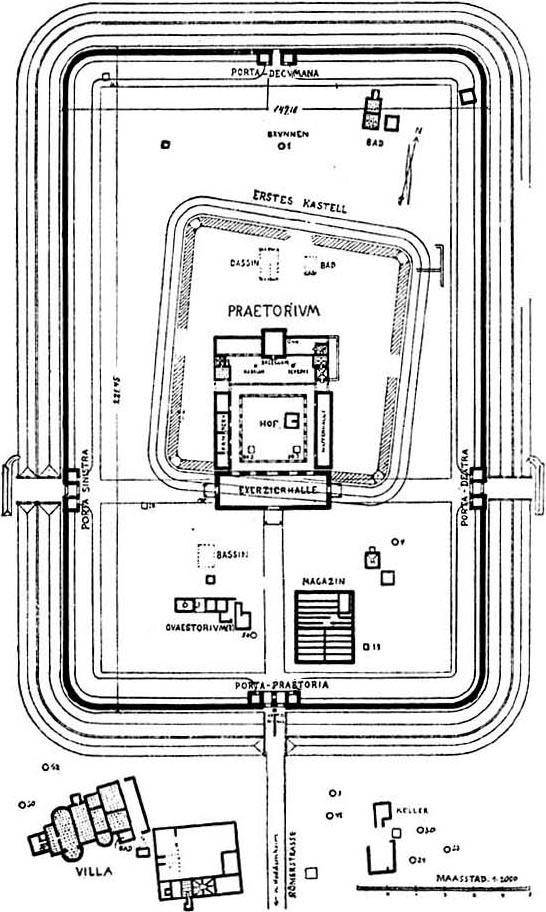
Grundrisse des Numerus- und des Kohortenkastells

Das Holz-Erde-Kastell oder Erdkastell, wie es in der älteren Literatur auch genannt wurde, ist das früheste Lager an dem Platz, an dem später das Kohortenkastell errichtet werden sollte. Es besaß einen rechteckigen Grundriss. Mit seiner mittleren, in Nord-Süd-Richtung verlaufenden Längsachse von 84,40 m und einer Ost-West-Querachse von 79,80 m Länge nahm es eine Fläche von etwas über 6.700 m² ein.
Die gänzlich in Holz-Erde-Bauweise errichtete, an den Kastellecken abgerundete Wehrmauer bestand aus einer im Inneren mit Holzpfosten stabilisierten und an den Außenseiten mit Rasensoden und Flechtwerk verfestigten Erdaufschüttung. Die Erde hierfür stammte vermutlich größtenteils aus dem Aushub des der Mauer vorgelagerten – und von ihr nur durch eine 0,60 m bis 0,70 m breite Berme getrennten – Wehrgrabens. Dieser Graben besaß die Form einer so genannten fossa punica, war also auf der Feindseite deutlich steiler abgeböscht als auf der Kastellseite. Insgesamt war er durchschnittlich zwei Meter tief, seine Sohle war mit einer schmalen, zumindest teilweise mit Holzbohlen ausgekleideten Entwässerungsrinne versehen, deren Anfluss nach Norden führte. Die Breite des Wehrgrabens schwankte zwischen fünf und sechs Metern.
An den Ecken der Umwehrung, sowie in der Mitte der Ost- und Westseite konnten insgesamt vier Eck- und zwei Seitentürme (oder Turmgerüste in offener Bauweise) durch jeweils vier bis zu 1,25 m tiefe, zueinander drei mal drei Meter große Quadrate bildende Pfostenlöcher nachgewiesen werden. Kastelltore gab es zwei, eines auf der Nord- und eines auf der Südseite, beide mit einer Breite von 3,60 m. Das nördliche, zum Limes hin weisende Tor muss als porta praetoria (Haupttor) angesprochen werden. Vor ihm setzte der Grabenverlauf aus und die durch diese Unterbrechung gebildete Erdbrücke wurde durch ein gut drei Meter weit vorgerücktes Grabenstück, ein so genanntes titulum, von neun bis zehn Metern Länge geschützt. An der porta decumana (rückwärtiges Tor) hingegen verjüngte sich der Graben lediglich, lief aber ununterbrochen durch.
Auf der Innenseite der Umwallung schloss sich die rund drei Meter breite via sagularis (Wallinnenstraße, Lagerringstraße) an, die zum bebauten Teil des Lagerinnenbereichs von einem 30 cm breiten, holzverschalten und mit Bohlen abgedeckten Straßengraben begrenzt wurde. Nach Abzug der von Umwehrung und via sagularis in Anspruch genommenen Fläche verblieb so ein bebaubarer Innenbereich von rund 4200 m². Von der eigentlichen Innenbebauung ist nur wenig bekannt. Regelmäßige Pfostensetzungen im östlichen Teil der Retentura (rückwärtiger Lagerteil) machen – auch in Analogie zu anderen Numeruskastellen, insbesondere denen des Odenwaldlimes – Mannschaftsbaracken in diesem Bereich wahrscheinlich. Einige Feuerstellen weisen auf mögliche weitere Standorte von Baracken hin. Eine Pflasterung im Zentrum des Lagers, aus der Mittelachse heraus ein wenig nach Osten verschoben, war von Louis Jacobi noch als möglicher Standort des Fahnenheiligtums (aedes oder sacellum) angesprochen, von Egon Schallmayer als Platz des Tribunals gedeutet worden, jedoch müssen solche Interpretationen hinsichtlich der unklaren Befundsituation und mangels eindeutiger Funde hypothetisch bleiben. Unklar bleibt auch die Funktion eines 1,50 m tiefen Wasserbeckens von 3,90 m mal 4,50 m Länge mit einer fünfstufigen Treppe auf der Südseite.
Nordnordöstlich außerhalb des Holz-Erde-Kastells (in einem Bereich den später die Retentura (rückwärtiger Lagerteil) des Kohortenkastells bildete, nur unweit von dessen Porta decumana entfernt) befand sich das zugehörige Kastellbad. Es handelte sich um ein Bad vom Blocktypus, das heißt, die einzelnen Räume des Badeablaufs waren in zwei Achsen nebeneinander angeordnet. Während sich in der östlichen Hälfte das Apodyterium (Umkleideraum) und das Frigidarium (Kaltbaderaum) nebst Kaltwasserbassin befanden, lagen auf der westlichen Seite das Tepidarium (Laubaderaum), das Caldarium (Heißbaderaum) sowie das Praefurnium (Feuerungsstelle).
Durch die dem Erdkastell zuweisbaren Funde ließ sich eine gute Datierung vornehmen. Ausweislich des Fundmaterials dürfte die Anlage zwischen den Jahren 90 und 100 n. Chr. errichtet worden, und um die Mitte der dreißiger Jahre des zweiten Jahrhunderts planmäßig geräumt, niedergelegt sowie planiert worden sein. Als Terminus post quem kann ein zwischen 125 und 128 geprägter As des Hadrian (117–138) aus der Grabenverfüllung dienen. Infolge der relativ langen Belegungsdauer konnte sich auch ein kleiner Vicus entwickeln, der sich hauptsächlich südlich des Kastells erstreckte. Hier dürften schätzungsweise 350 bis 450 Menschen gelebt haben.

### Kohortenkastell (Holz-Stein-Kastell und Steinkastell)

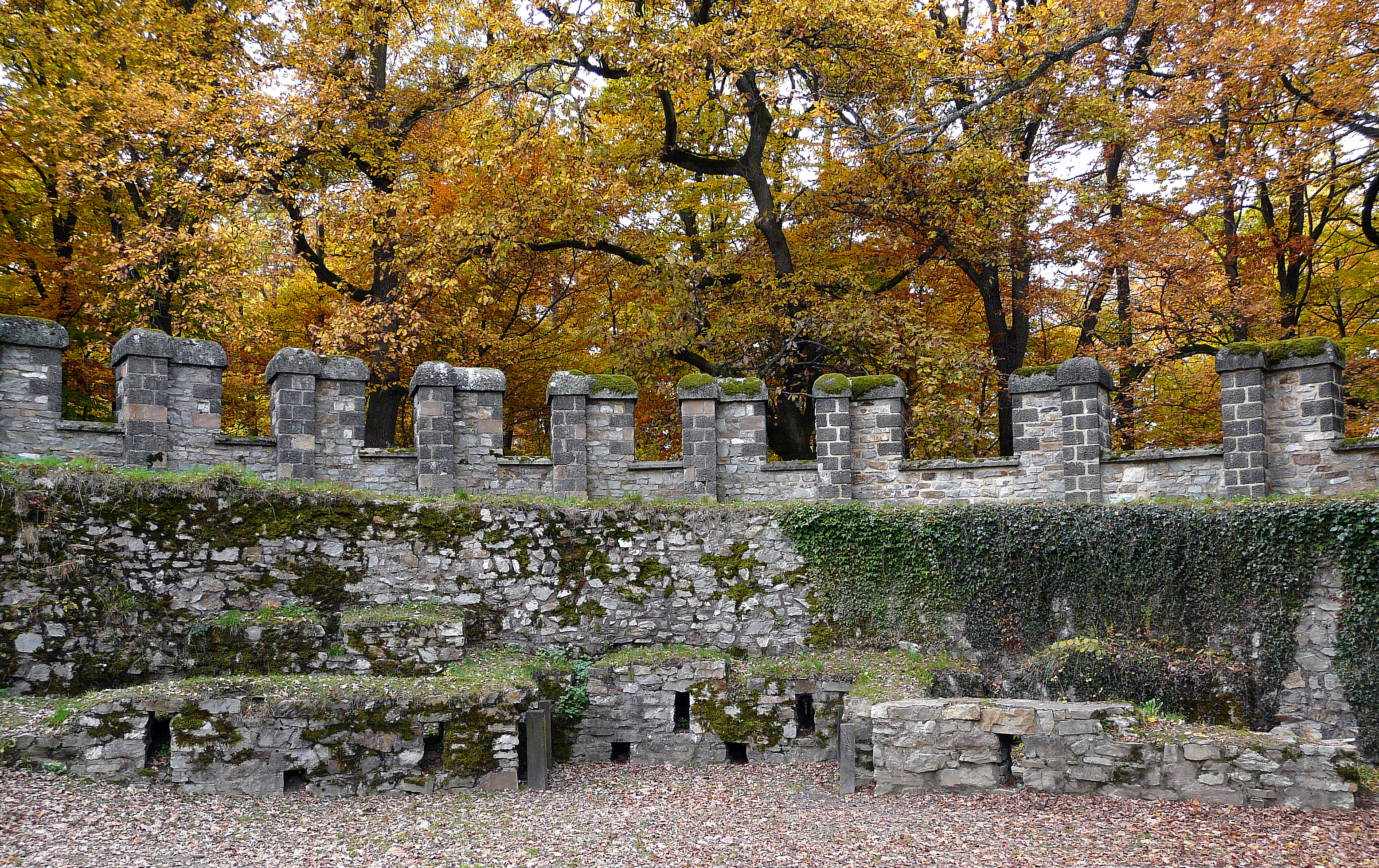
Mauerzüge der älteren Holz-Stein-Mauer (mit sichtbaren Aussparungen der Balkenkonstruktion) vor der jüngeren Steinmauer

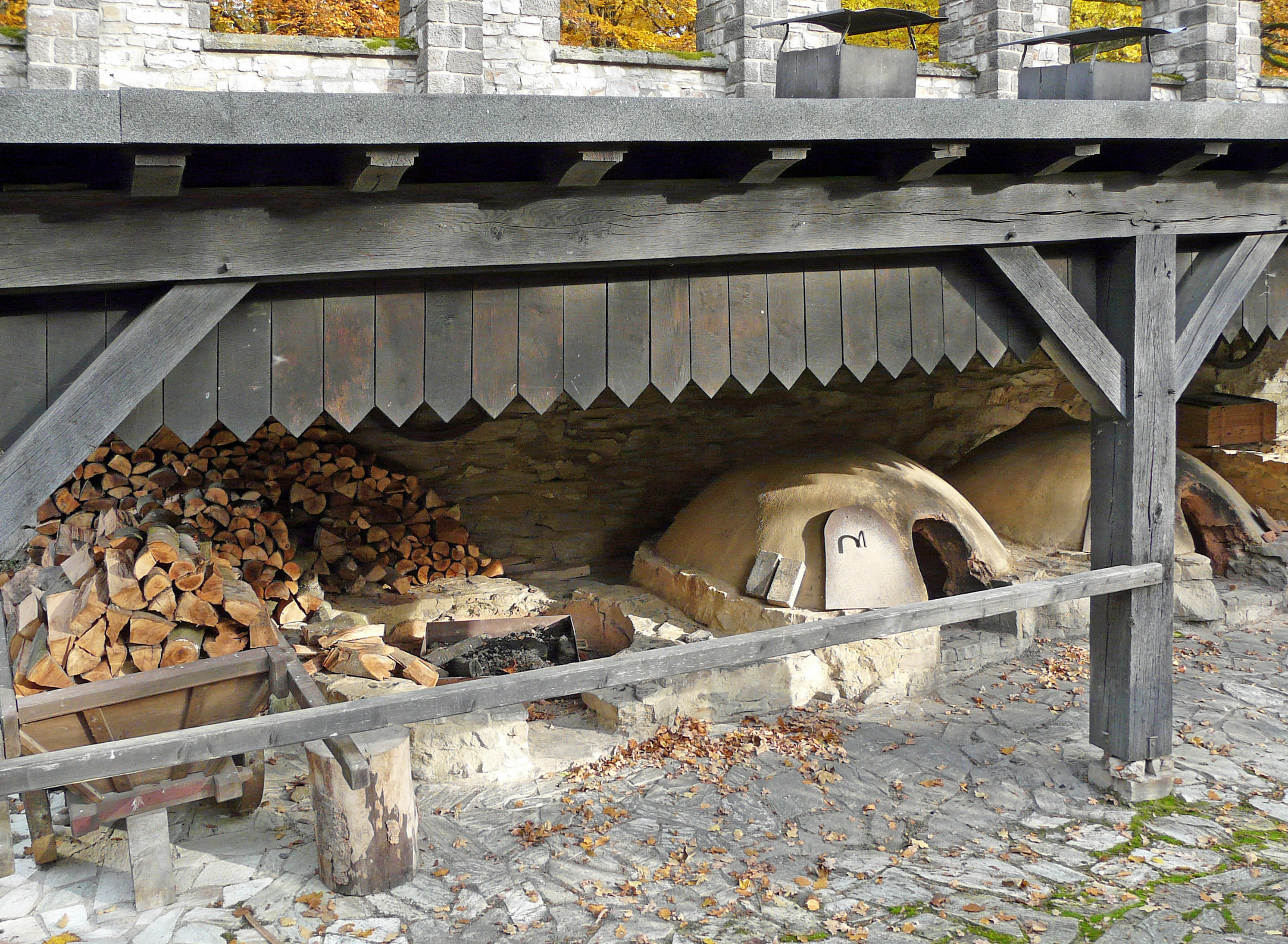
Backöfen an der Holz-Stein-Mauer

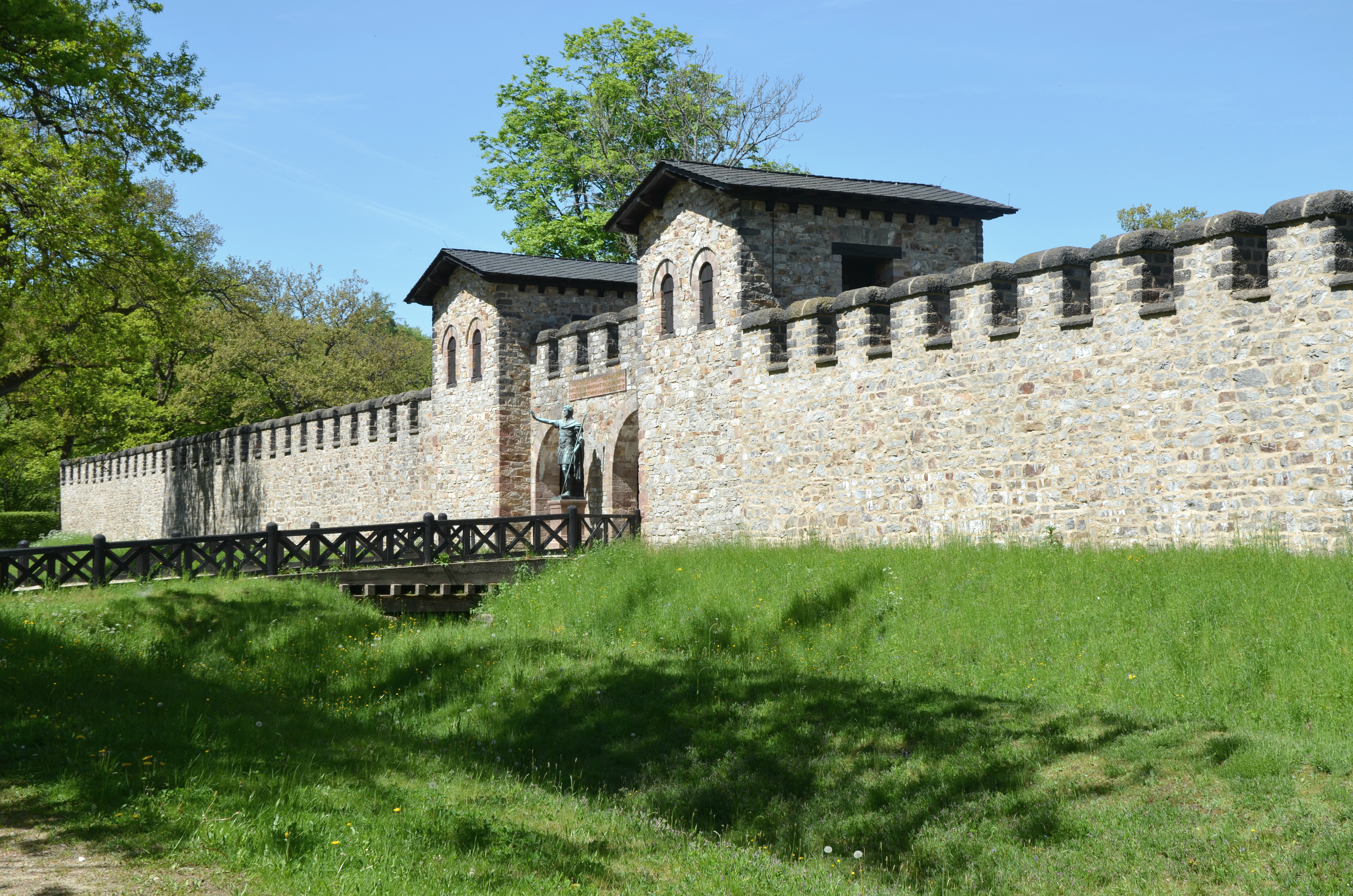
Rekonstruierte Prätorialfront mit doppeltem Spitzgraben und Porta Praetoria

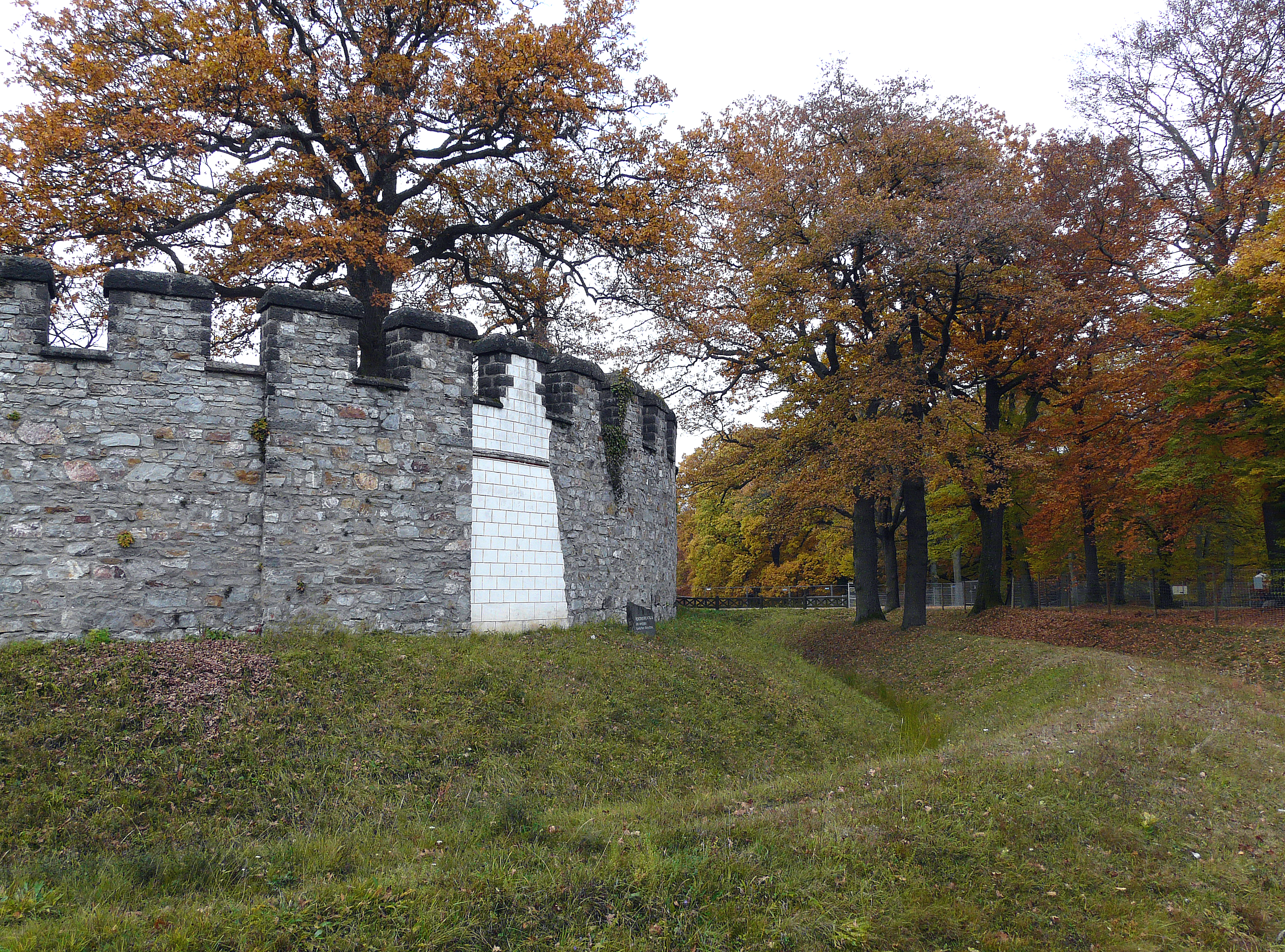
Teilrekonstruierte Bemalung mit Scheinmauerwerk

#### Holz-Stein-Kastell
Die Vergrößerung der Garnison und die damit verbundene Errichtung eines Kohortenkastells an der Stelle eines Numeruskastells steht im Kontext einer grundlegenden Umstrukturierung des Limes in hadrianischer Zeit. Das erste von der neuen Kohorte errichtete Lager besaß eine Umwehrung aus Holz und mörtelfrei verlegten Steinen und wird deshalb auch als „Holz-Stein-Kastell“ bezeichnet. Neben Größe und Bauweise war seine Ausrichtung das augenscheinlichste neue Merkmal: die Praetorialfront war nicht mehr zum Limes hin orientiert, sondern wurde nach Süden hin, Richtung Nida ausgerichtet. Das Holz-Stein-Kastell bedeckte eine Fläche von rund 3,2 ha. Seine Umwehrung bestand aus zwei 0,8 m breiten Bruchsteinmauern die im Abstand von 2,3 m parallel zueinander verliefen und deren Zwischenraum mit Bauschutt und Erde verfüllt war. Stabilisiert wurde das Ganze mit einer Konstruktion aus 20 cm mal 50 cm starken Balken, die in gleichmäßigen Abständen die Trockenmauern miteinander verbanden. Den oberen Abschluss bildete ein – möglicherweise überdachter – Wehrgang. Vor der Mauer diente eine drei Meter breite Berme und ein acht Meter breiter Spitzgraben als Annäherungshindernis. Auf der Innenseite gab es keine Wallanschüttung, der Zugang erfolgte über insgesamt 24 schmale Rampen. An verschiedenen Stellen der Umwehrungsinnenseite wurden insgesamt 19, zwischen 1,5 m und 1,8 m durchmessende Backöfen gefunden. Louis Jacobi hatte noch die Existenz von Eck- und Tortürmen verneint, heute wird jedoch die Existenz hölzerner Türme angenommen.
Zwischen der Umwehrung und der Innenbebauung verlief die rund drei Meter breite und mit einem Abwassergraben versehene via sagularis (Lagerringstraße).
Von der Innenbebauung selbst konnten nur schwache Spuren, hauptsächlich Pfostenlöcher, festgestellt werden, die für eine starke Ähnlichkeit der älteren mit der der jüngeren Bebauung sprachen.

#### Steinkastell
Bei der als „Steinkastell“ bezeichneten Anlage handelte es sich nicht um ein separates und/oder vollständig neu errichtetes Kastell, sondern um eine Ausbauphase, in deren Verlauf insbesondere die vermutlich reparaturbedürftig gewordene Wehrmauer sowie die wichtigsten Verwaltungs- und logistischen Zwecken dienenden Gebäude des Kohortenkastells gänzlich aus Stein errichtet wurden. Diese letzte Ausbauphase in etwa von der Gestalt, wie sie sich auch heute in rekonstruiertem Zustand dem Besucher darbietet, führte zu einem für diesen Limesabschnitt typischen, rechteckigen und viertorigen Kohortenkastell von 147 Metern Breite und 221 Metern Länge.

##### Umwehrung
Das gesamte Kastellareal von gut 3,25 Hektar Größe war mit einer gemörtelten Wehrmauer umgeben, die an der Außenseite verputzt und mit der Bemalung eines Scheinmauerwerks versehen war. Im Kastellinneren befand sich hinter der Mauer eine aufgeschüttete Erdrampe, über welche die Kastellbesatzung zur Mauerkrone gelangen konnte. Die Mauerecken waren gerundet und besaßen keine Wachttürme, dafür waren alle vier Tore mit Doppeltürmen versehen.
Das Fundament der neuen Mauer besaß eine sich zum Aufgehenden hin absatzweise verjüngende Breite von 2,10 m bis 1,80 m. Das aufgehende Mauerwerk, dessen erhaltene Resthöhe zum Zeitpunkt der Ausgrabungen noch bis etwa 2,40 m betrug, dürfte ursprünglich rund 4,80 m hoch gewesen sein. An seiner Oberseite war es mit Zinnen versehen, deren Abstand zueinander 1,50 m betrug. Der relativ große Zinnenabstand erklärt sich durch die Art der Bewaffnung (Handwurf- und -schleuderwaffen), zu deren Anwendung ein gewisser freier Raum notwendig war. Insofern ist die heute sichtbare Rekonstruktion, die sich an den Befunden der letzten Bauphase orientierte, aber deren wesentlich engerer Zinnenabstand entgegen den Ausgrabungsbefunden und entgegen dem ursprünglichen Entwurf auf den expliziten Wunsch Kaiser Wilhelm II. durchgesetzt wurde, fehlerhaft.
Als Annäherungshindernis diente ein doppelter Spitzgraben, der im Anschluss an eine rund 90 cm breite Berme das Kastell umzog. Der innere Spitzgraben erreichte bei einer Tiefe von rund drei Metern eine Breite zwischen 8,00 m und 8,75 m, der äußere Graben war bei 2,5 m bis 3,0 m knapp zehn Meter breit. Vor den Toren waren die Gräben an den meisten Stellen durch eine Erdbrücke unterbrochen. Wo dies nicht der Fall war, ermöglichten Holzbrücken den Zugang ins Kastellinnere. Die Funktion zweier größerer Unterbrechungen des äußeren Grabens in der nördlichen Hälfte der Kastellostseite konnte bislang nicht geklärt werden.
Die Tore waren mit jeweils zwei flankierenden Tortürmen in ähnlicher Konstruktionsweise, aber unterschiedlicher Breite ausgeführt. Die nach Süden gerichtete Porta Praetoria (Haupttor) verfügte über eine durch einen Mittelpfeiler unterteilte, doppelte Durchfahrt von jeweils 3,36 m lichter Weite. Die Porta Decumana (rückwärtiges Lagertor) hingegen wies nur eine einzelne Durchfahrt mit 2,8 m Breite auf. Die Seitentore, die ebenfalls nur mit einfachen Durchfahrten gebaut worden waren, wichen in ihren Breiten mit 3,66 m an der Porta principalis sinistra (linkes Seitentor) und 3,77 m an der Porta principalis dextra (rechtes Seitentor) nur geringfügig voneinander ab.

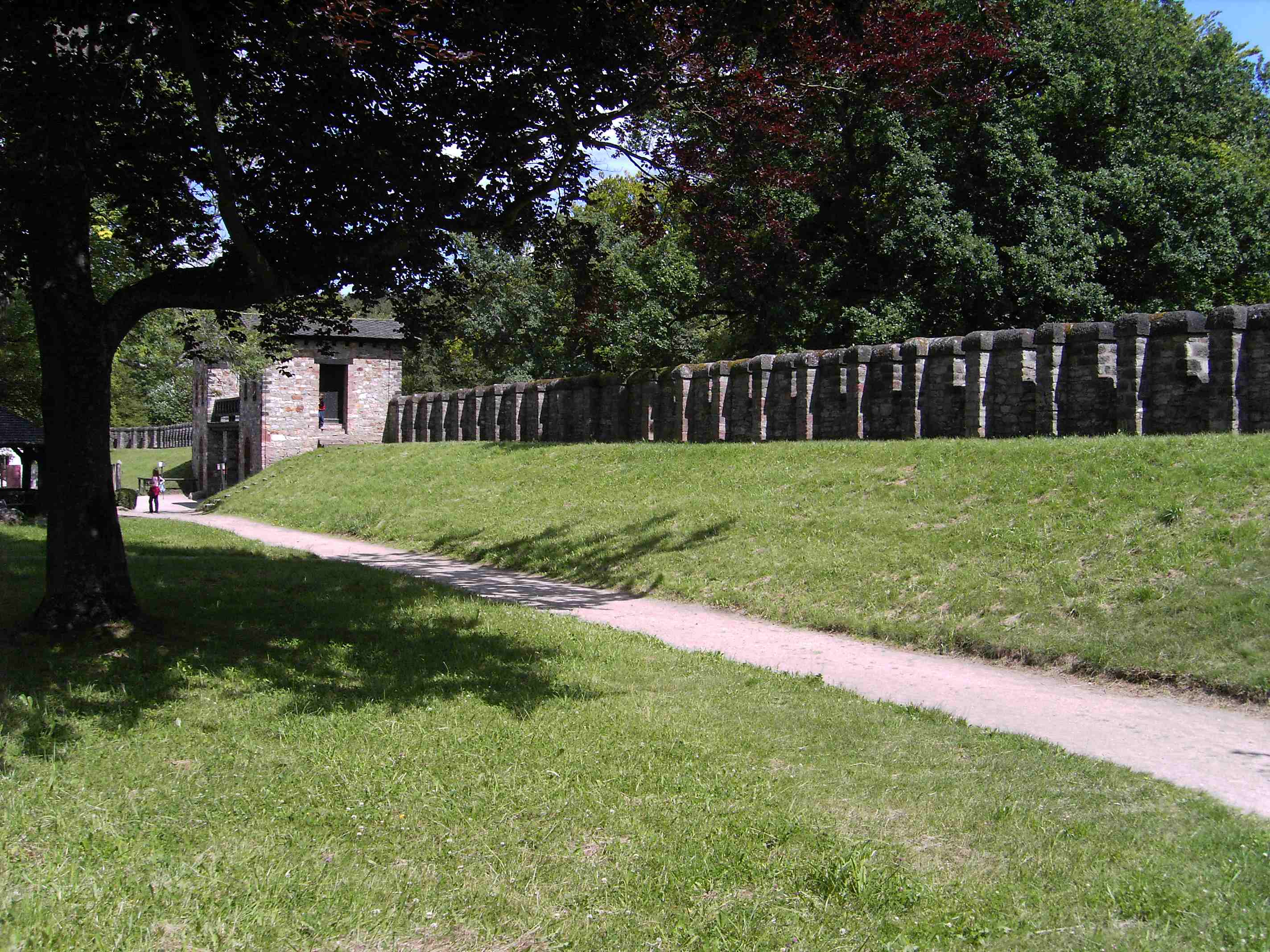
Als Wehrgang dienender Erdwall auf der Innenseite der Mauer
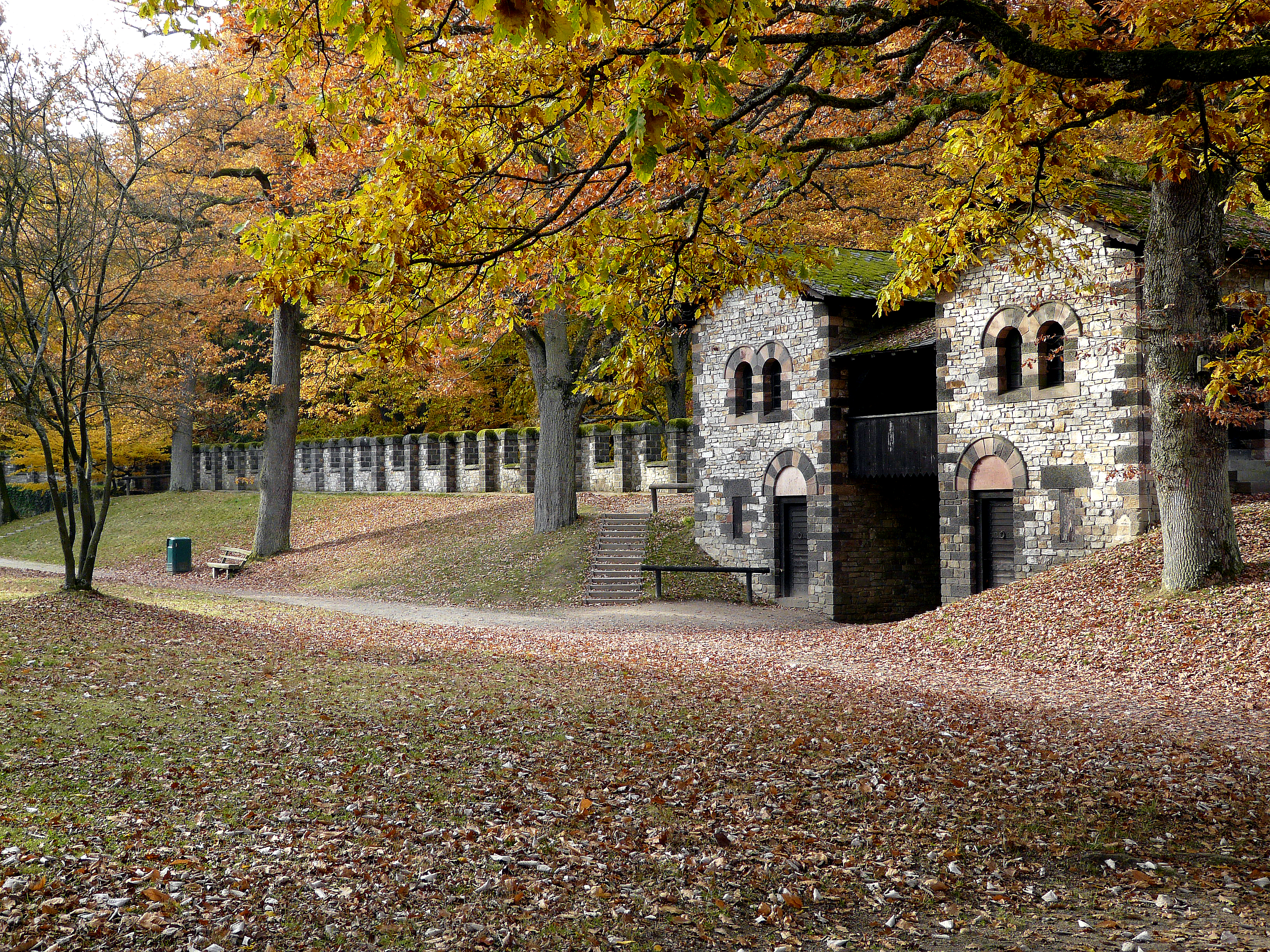
Innenansicht der Retentura mit der Porta decumana
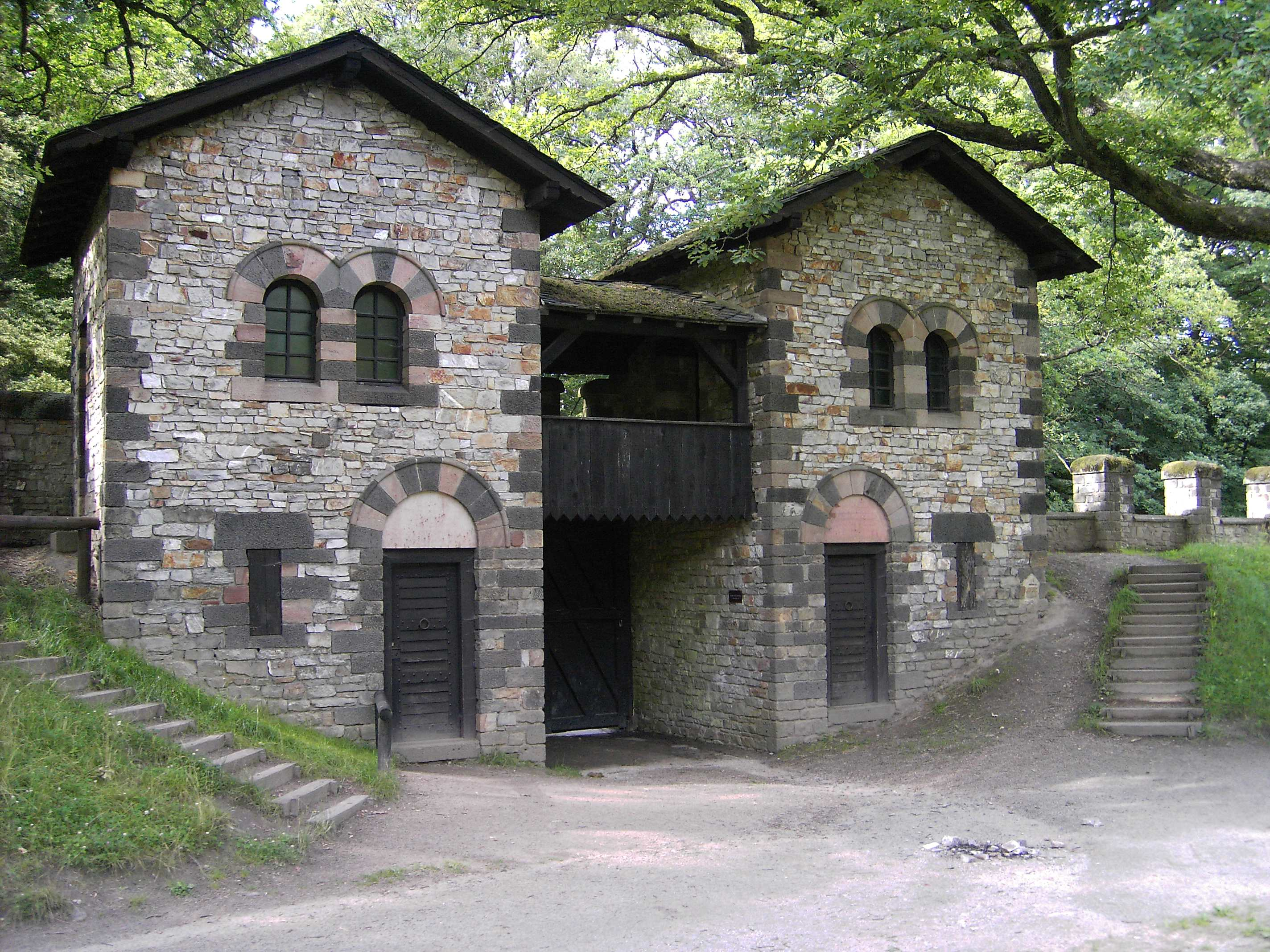
Porta Decumana

##### Innenbebauung

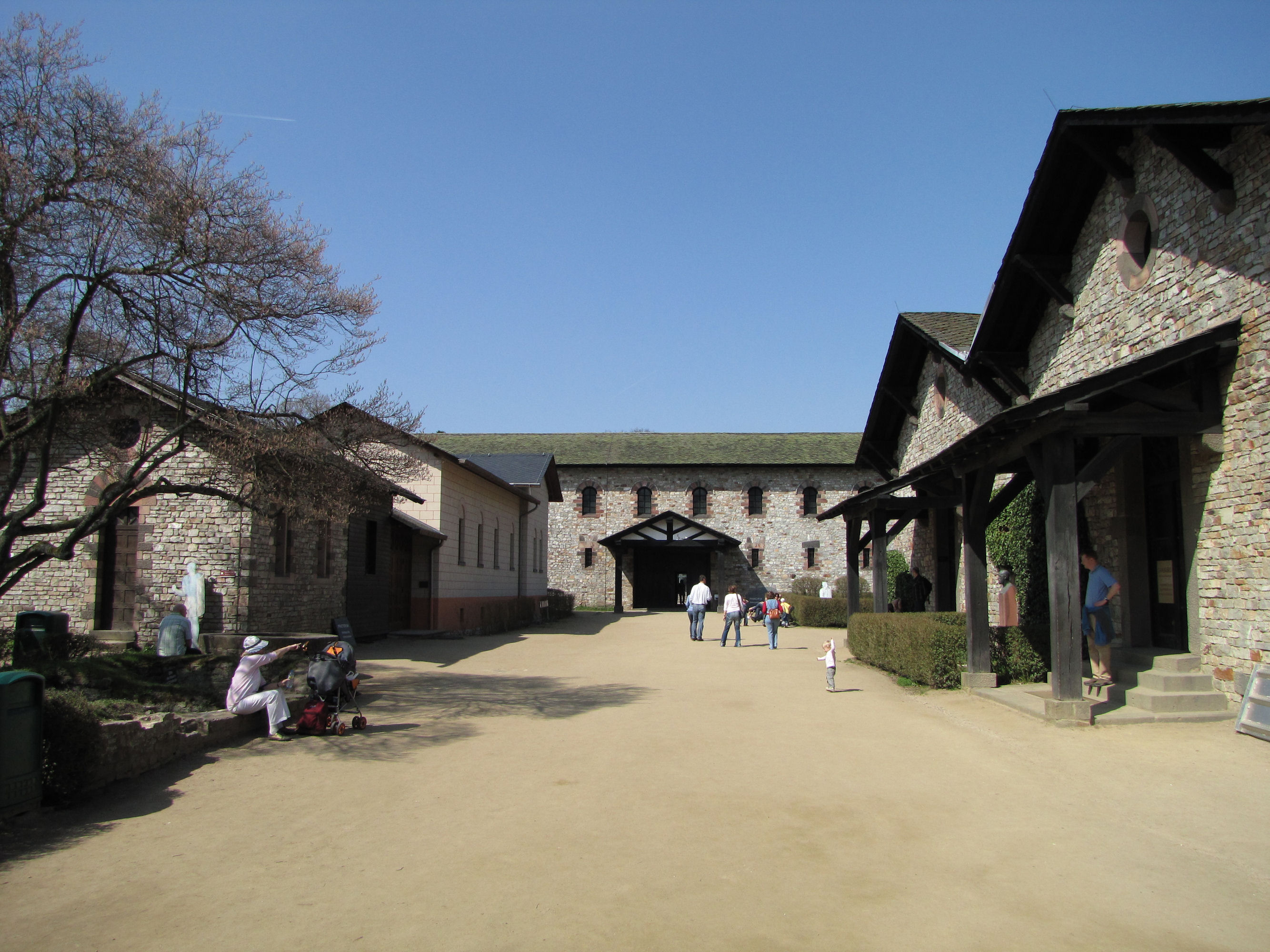
Blick von der Porta Praetoria ins Innere des Kastell

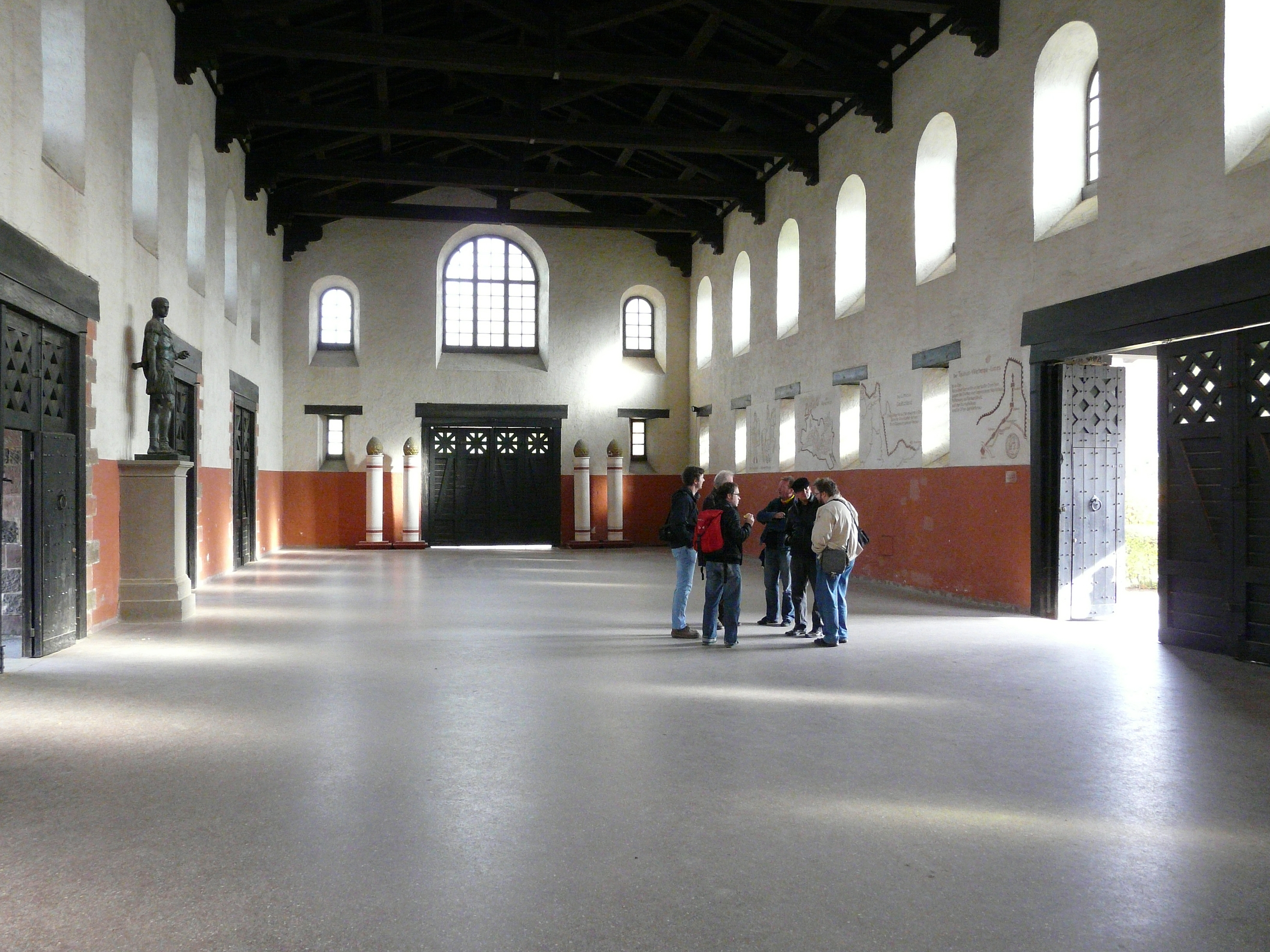
Vorhalle der Principia

Die Erneuerung der Innenbauten orientierte sich im Wesentlichen an den Grundrissen des Vorgängerkastells, lediglich das Horreum (Speichergebäude) erfuhr eine annähernde Verdoppelung der ursprünglichen Grundfläche.
Das Zentrum des Kastells wurde von den großen Principia (Stabsgebäude) mit überdachter Querhalle beherrscht. Die Ausmaße des Hauptgebäudekomplexes der Principia betrugen 41 m mal 58 m. Die Grundrissgröße der südlich anschließenden Querhalle belief sich auf 38,5 m mal 11,5 m, wodurch die Achse der Via principalis (Querstraße, welche die beiden Seitentore miteinander verband) deutlich überdeckt wurde. Die mit 85 cm bis 95 cm relativ massigen Fundamente der Vorhalle ließen eine überdurchschnittliche Raumhöhe vermuten, wie sie in der Rekonstruktion auch zum Ausdruck gebracht wurde. Während der Grabungen in der Querhalle fanden sich unter anderem noch Überreste einer Panzerstatue, die von dem hier einst aufgestellten Kaiserstandbild stammen könnten. Die Fragmente lassen sich in das frühe 3. Jahrhundert datieren. Man betrat die Halle entweder durch ein in der Achse der Via Praetoria (Lagerhauptstraße) befindliches Haupttor, oder eines der beiden in der Achse der Via principalis liegenden Seitentore. Die in der Rekonstruktion über den Toren vorgezogenen Überdachungen sollten vermutlich dem Schutz der geöffneten Torflügel bei schlechter Witterung dienen. Fünf weitere Tore führten von der Halle in einen auf allen vier Seiten von einer Porticus umgebenen Innenhof. Dessen Rekonstruktion ist insofern inkorrekt, als er vermutlich nicht offen, sondern überdacht war. Im Inneren des Hofes wurden zwei Brunnen und ein 5,2 m mal 5,2 m Einbau unbestimmter Funktion nachgewiesen.
In der Praetentura (vorderer Kastellbereich) befanden sich westlich der Via Praetoria das Praetorium (Wohngebäude des Kommandanten), östlich ein großes Horreum (Speichergebäude).
Den restlichen Kastellbereich muss man sich – im Gegensatz zum heutigen Zustand – dicht mit Ställen, Magazinen, Werkstätten und natürlich den Mannschaftsunterkünften mit ihren Stubengemeinschaften (Contubernia) bebaut vorstellen. Zwei dieser Mannschaftsbaracken sind im südöstlichen Kastellbereich rekonstruiert worden.

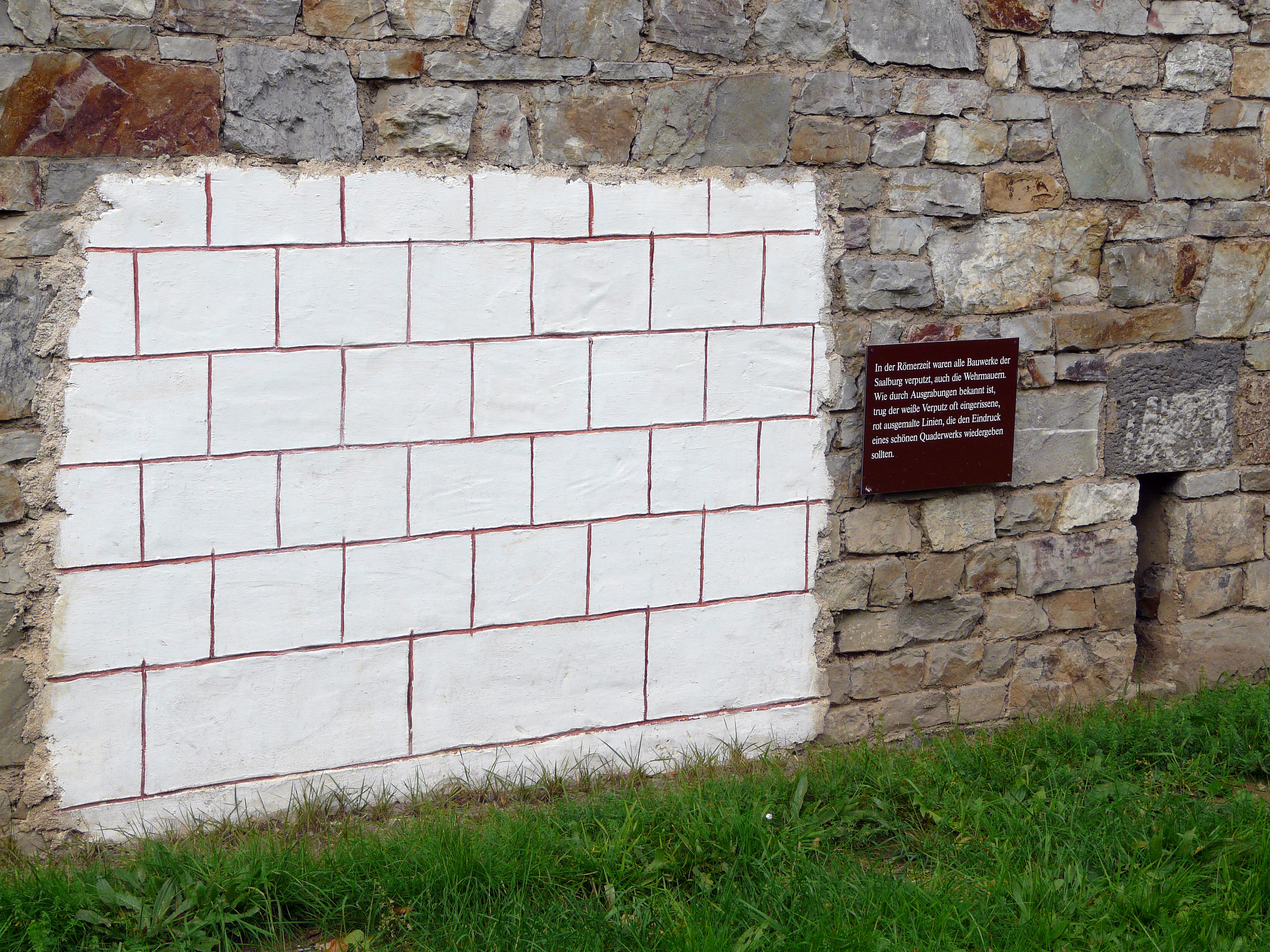
Detail des Horreum mit Scheinquaderanstrich auf der Außenseite
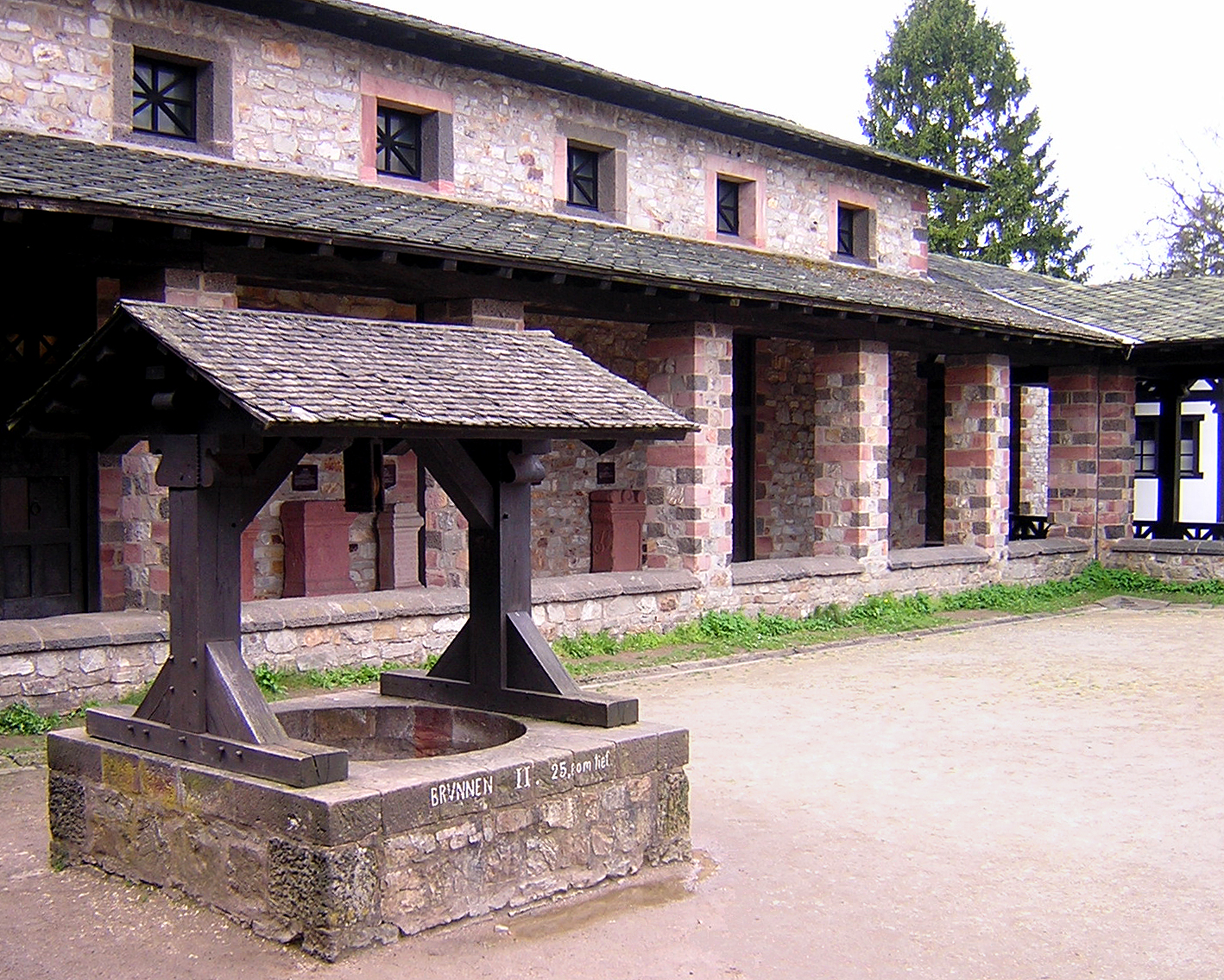
Innenhof der Principia
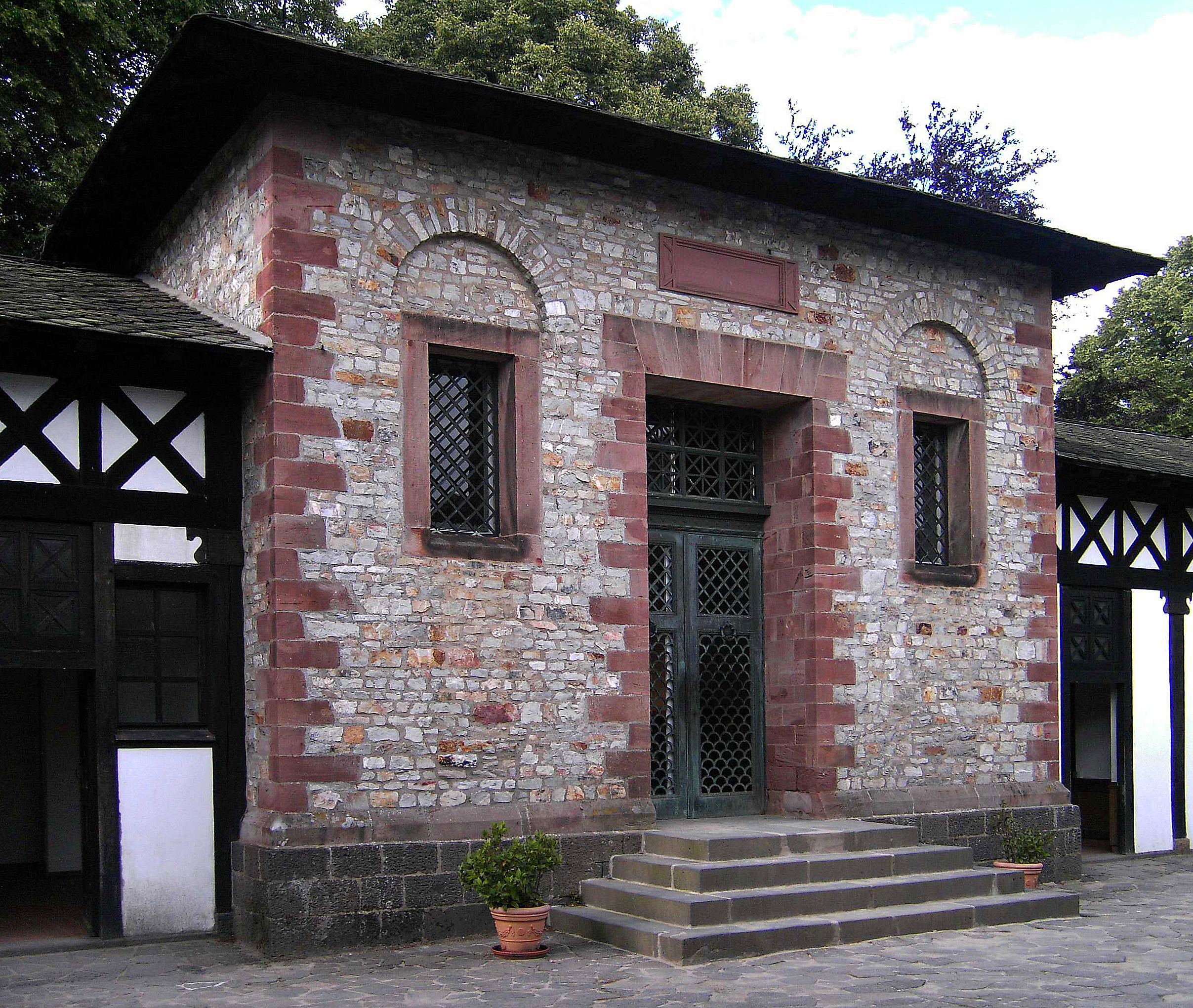
Aedes (Fahnenheiligtum)
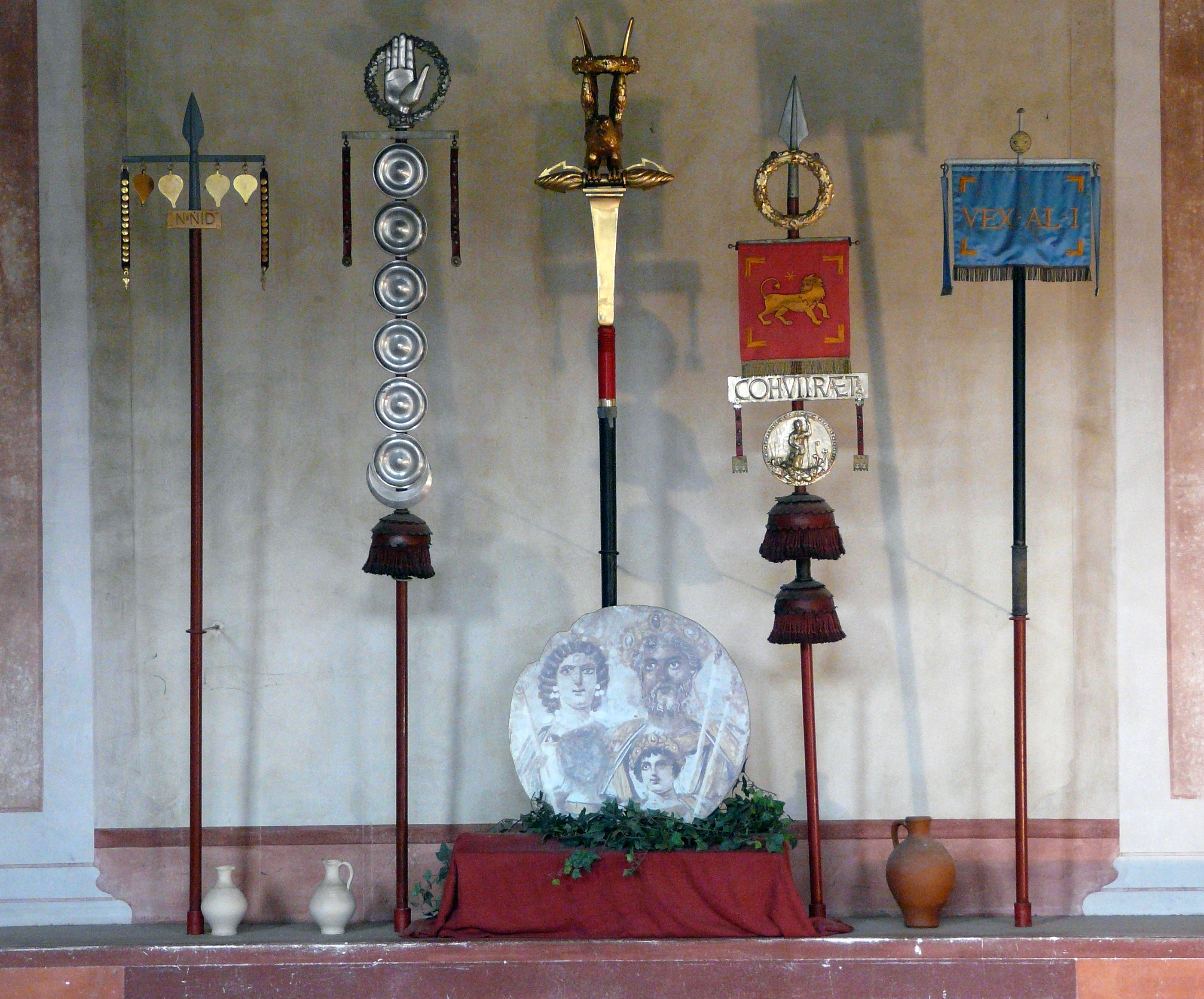
Rekonstruiertes Inneres des Fahnenheiligtums

#### Anlagen der Kohortenkastelle außerhalb der Umwehrung

##### Kastellbad

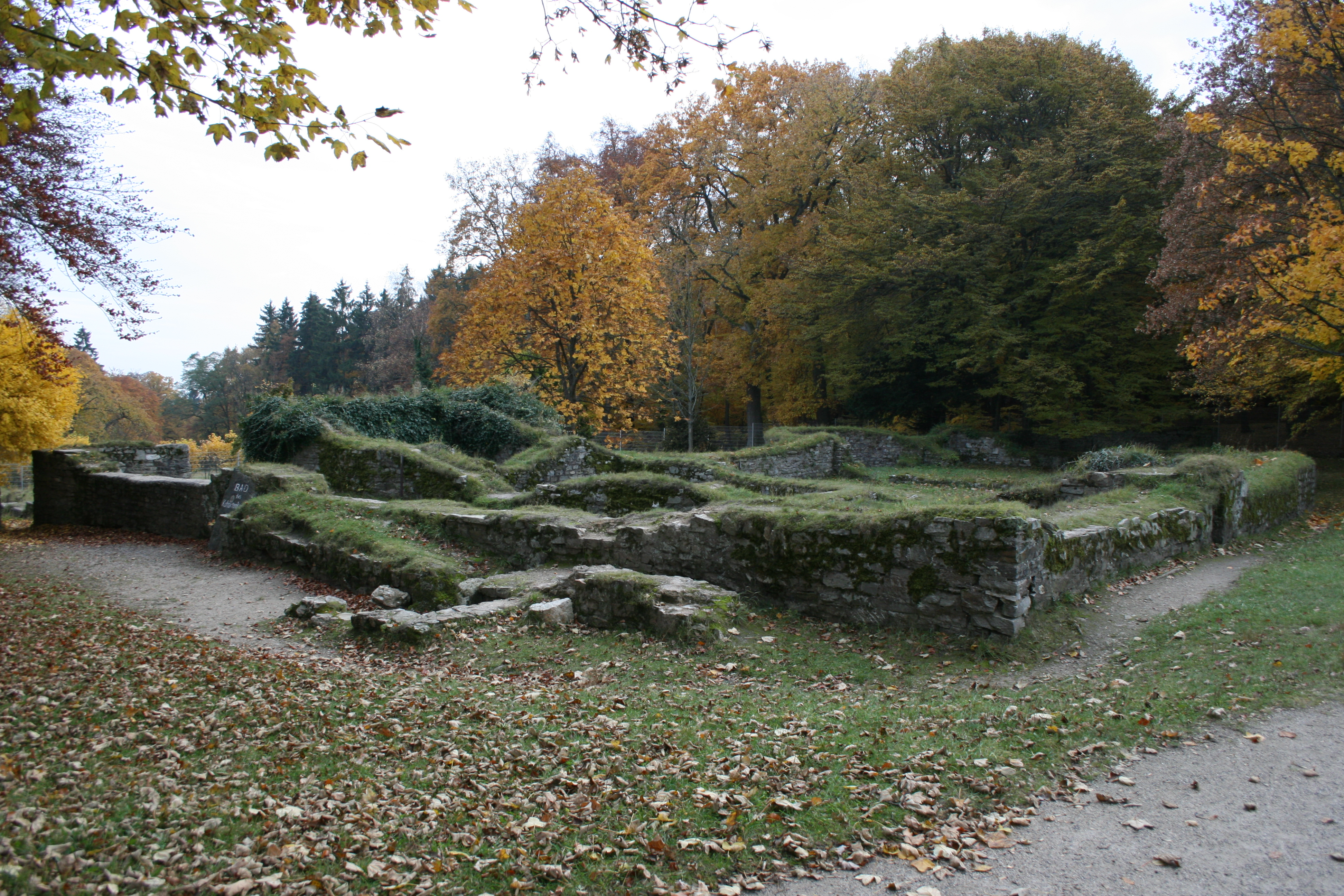
Das Kastellbad der Saalburg, Zustand Oktober 2009

Das Kastellbad der Saalburg befand sich vor dem Haupttor westlich der nach Nida-Heddernheim führenden Straße. Bei der Ausgrabung wurde der Befund zunächst als „Villa“ gedeutet. Im wilhelminischen Restaurierungskonzept wurde dazu 1888 passend vom Homburger Taunusclub an der Ostseite der Ruine ein „römischer Garten“ nach Plinius dem Älteren angelegt. Ausgeführt wurden die Arbeiten durch den Homburger Hofgärtner Georg Karl Merle. Aufgrund fehlender Mittel für die Pflege des Gartens verfiel dieser aber schon einige Jahre nach seiner Anlage wieder.

###### Baubeschreibung
Bei dem Kastellbad handelte sich ursprünglich um ein Bad vom Reihentyp, bei dem die einzelnen Badetrakte Heißbad (Caldarium), Laubad (Tepidarium) und Kaltbad (Frigidarium) hintereinander angeordnet waren. Der Gesamtkomplex der Saalburg-Thermen begann im Osten mit einer großen Querhalle, die nicht zur ersten Bauphase gehört, sondern erst zu einem späteren Zeitpunkt angebaut, relativ früh wieder niedergelegt wurde und die als Umkleidebereich (Apodyterium) gedeutet wird. In einer späteren Bauphase wurde in die nördliche Hälfte dieses Apodyteriums ein hypokaustierter Raum eingezogen, der als „Winterapodyterium“ interpretiert wurde. An der südlichen Seite wurde der Umkleidebereich mutmaßlich von einer Latrine flankiert, die ebenfalls erst einer späteren Bauperiode angehörte. Die westlich nächstfolgende Raumflucht setzte sich aus einem Frigidarium nebst Badebecken (Piscina) im Süden und einem beheizbaren Raum, vermutlich dem Schwitzbad (Sudatorium), im Norden zusammen. Die dritte Raumflucht bestand aus einem mit einer südlichen Apsis versehenen Tepidarium und einem nördlichen Raum unklarer Bestimmung. Die folgenden Fluchten bestanden nur noch aus jeweils einem Raum, der Reihe nach:
- ein weiteres, 12,5 m mal 6,25 m großes, mit eigenem Heizraum versehenes Tepidarium,
- ein großes, nördlich und südlich mit Apsiden, die Piscinae enthielten, versehenes Caldarium, an das sich
- eine weitere, große und rechteckige Piscina in einem separaten Raum anschloss.

Im Westen wurde die Thermenanlage durch ein großes Praefurnium abgeschlossen.

###### Baugeschichte
Da die Bäder wahrscheinlich meist zusammen mit den Kastellen entstanden, weisen die Thermen der Saalburg eine lange Nutzungszeit auf, was auch durch mehrere Umbauten belegt wird. Eine Abfolge der Baumaßnahmen wird durch die verbauten gestempelten Ziegel deutlich. Die ältesten Ziegelstempel sind der Legio VIII Augusta zuzuordnen, gefolgt von Stempeln der Legio XXII Primigenia, der hier stationierten Cohors II Raetorum civium Romanorum („2. Kohorte der Räter römischen Bürgerrechts“) und schließlich als jüngste Ziegel die der Cohors IV Vindelicorum („4. Vindeliker-Kohorte“) aus Großkrotzenburg.

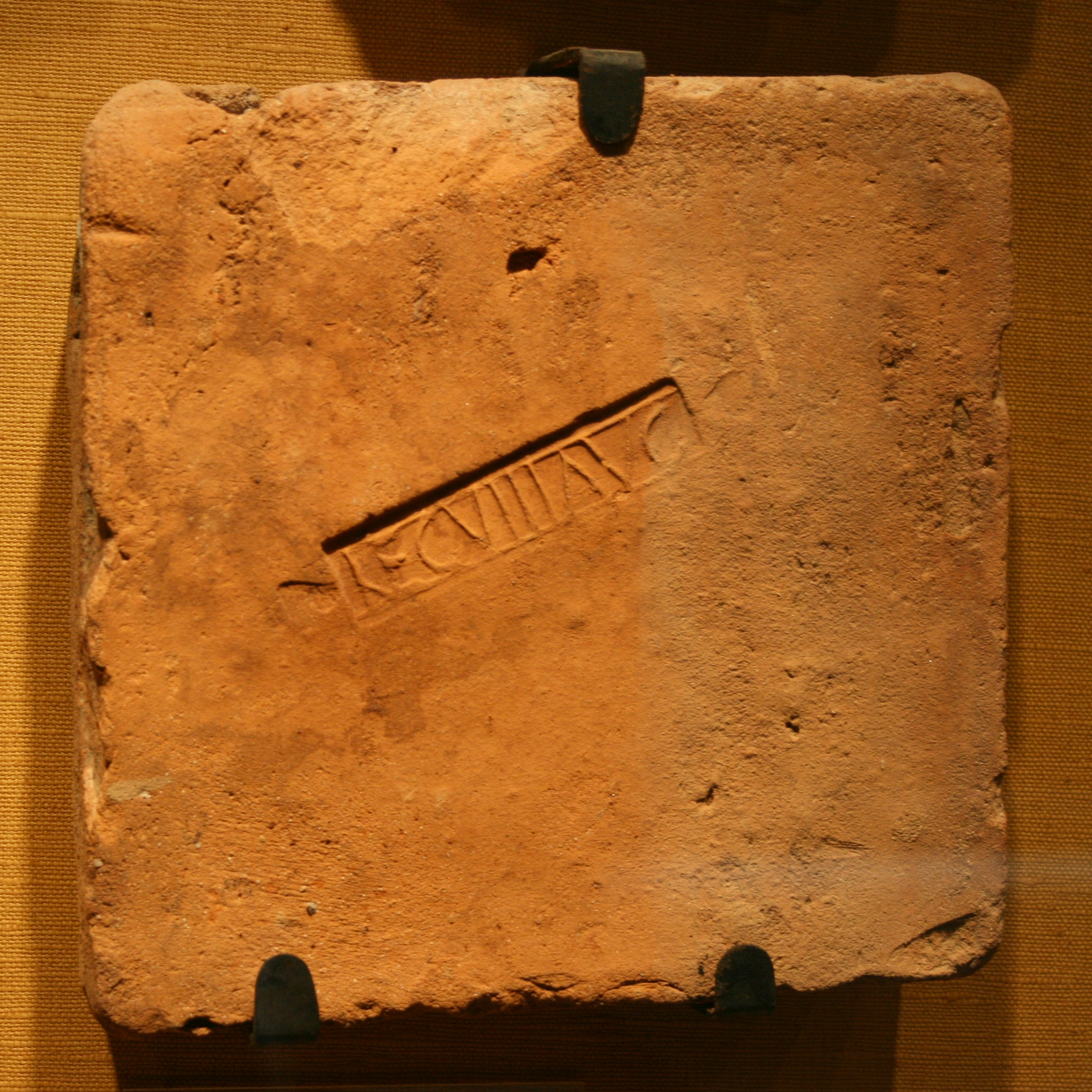
Ziegelstempel der Legio VIII Augusta
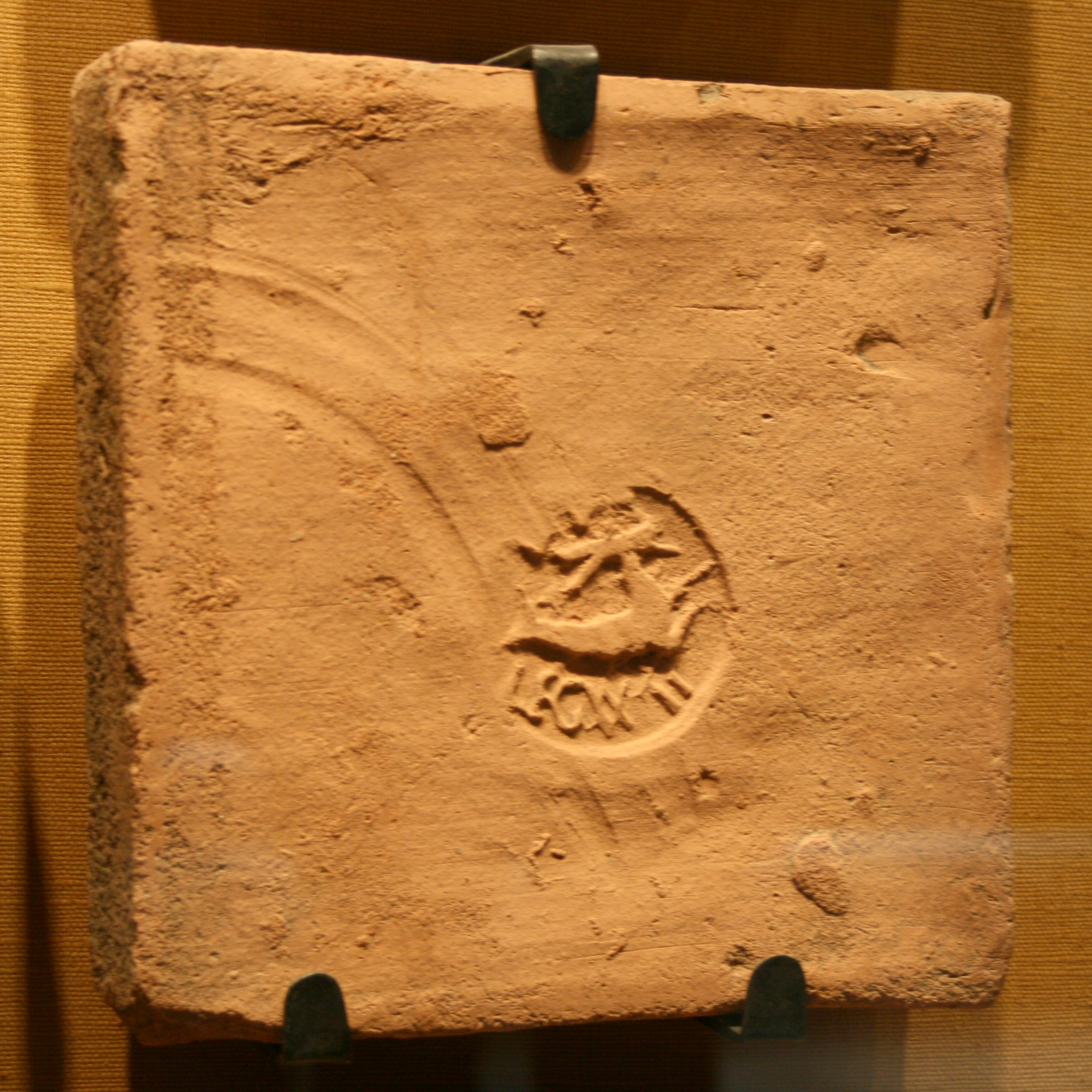
Ziegelstempel der Legio XXII
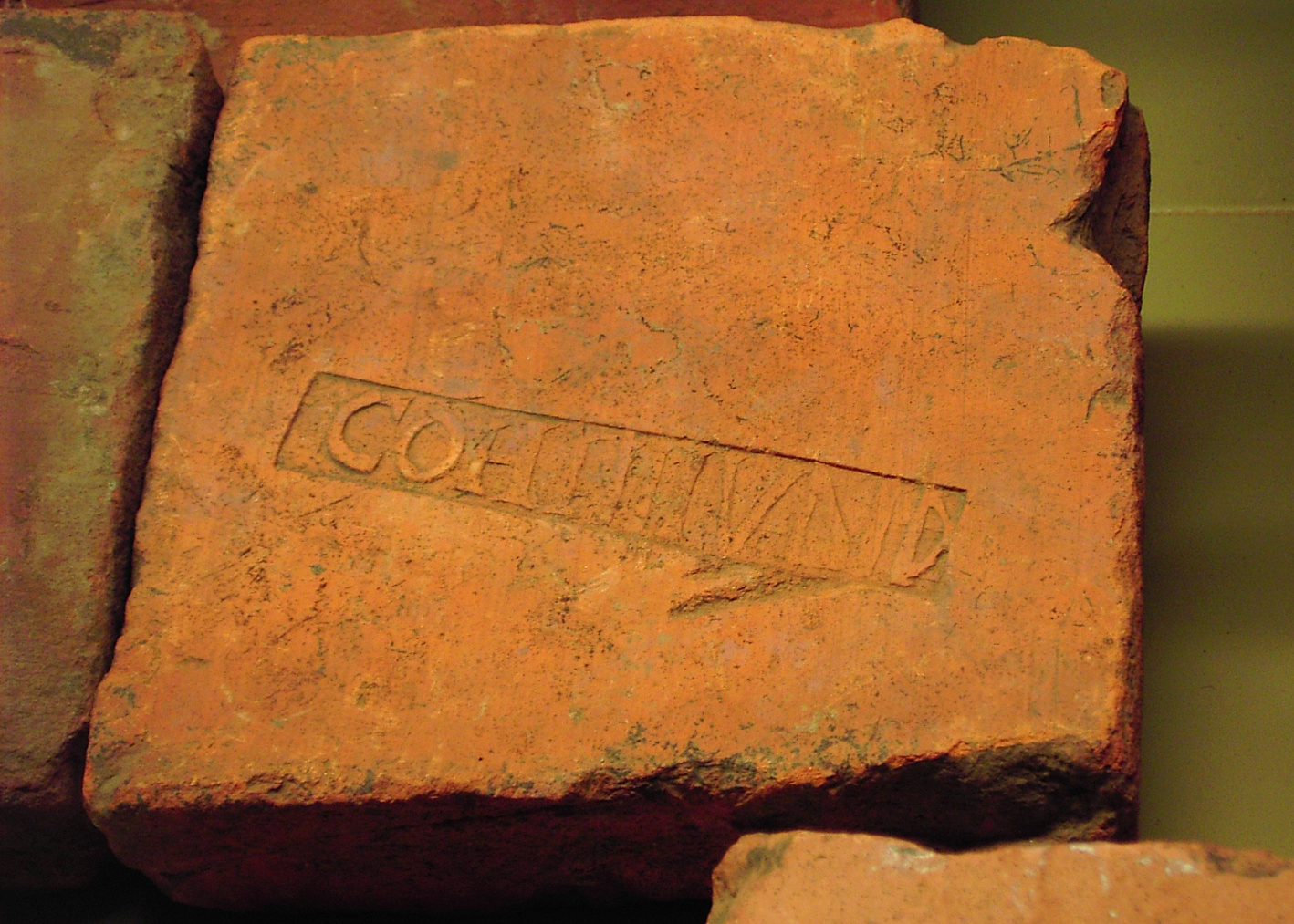
Ziegelstempel der Cohors IIII Vindelicorum aus Großkrotzenburg
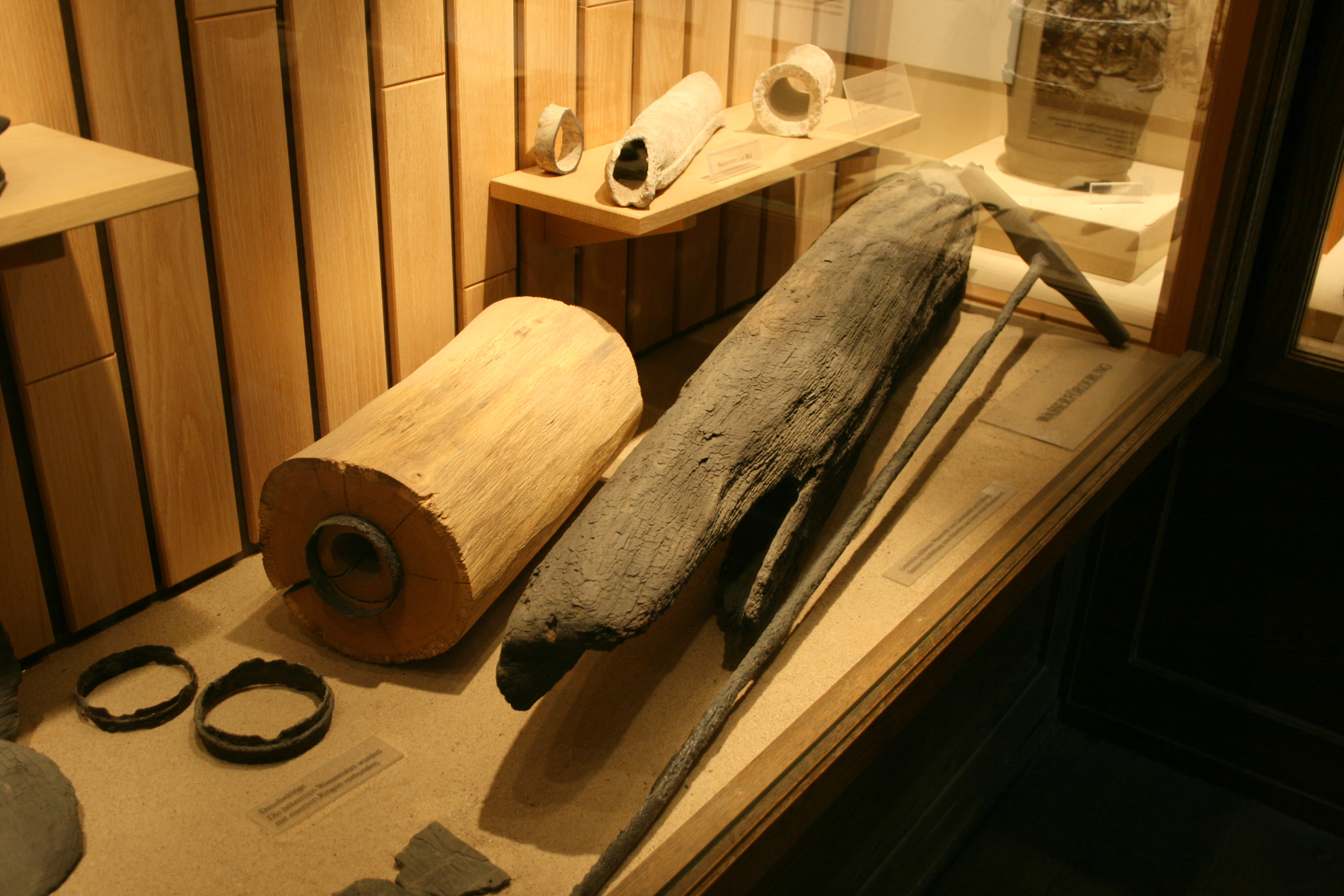
Römische Wasserleitungen aus dem Saalburgmuseum: oben Bleileitungen, unten rechts Holzleitung, links Rekonstruktion und eiserne Deichelringe

##### Mansio
Unmittelbar südöstlich neben den Thermen und direkt an der Ausfallstraße des Kastells nach Süden befand sich ein weiterer großer und mehrphasiger Gebäudekomplex, der als Unterkunftshaus (Mansio) gedeutet wird. Derartige Mansiones dienten der Unterbringung in staatlichen Auftrag reisender Personen sowie dem Pferdewechsel des offiziellen Postverkehrs. Dieser Funktion entsprechend umrahmten Raumfluchten mit den der Beherbergung dienenden Zimmern einen Innenhof, der als Abstellfläche der Reisewagen und der Unterbringung der Reittiere diente. Zumindest die Zimmer auf der Südseite des Gebäudes waren beheizbar. Da ein Teil der Gebäudefläche auch vom Apodyterium des Kastellbades in Anspruch genommen wurde, kann die Mansio erst nach dem Abbruch dieses Gebäudeteils, in der zweiten Hälfte des zweiten Jahrhunderts errichtet worden sein. In der Spätzeit des Kastells wurde das Unterkunftsgebäude nicht mehr genutzt und war vermutlich bereits teilweise abgebrochen worden.

## Vicus

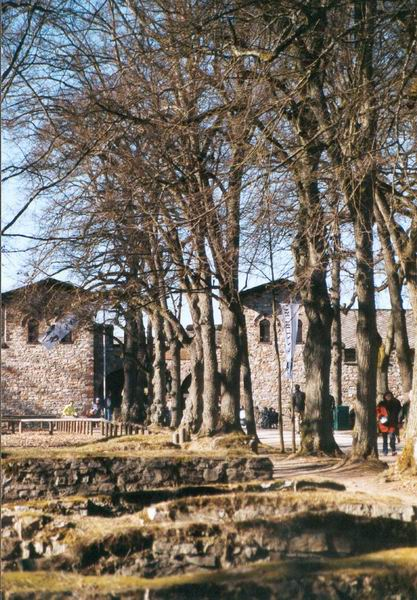
Porta Praetoria; links im Vordergrund die Keller und Fundamente des Vicus

Die Saalburg ist nicht nur das am umfangreichsten wiederhergestellte Limeskastell, sie ist auch das einzige, dessen Vicus (Zivilsiedlung) ebenfalls teilweise freigelegt und konserviert worden ist. Der heute sichtbare Teil des Vicus befindet sich im Wesentlichen südlich der Saalburg zu beiden Seiten der Saalburgstraße, die in römischer Zeit das Kastell mit Nida verband, dem damaligen Hauptort der Civitas Taunensium, der auch Standort einer weiteren, rückwärtigen Garnison war.
Das Kastelldorf begann unmittelbar außerhalb der Porta Praetoria (Haupttor), bei der sich eine Mansio (dienstliches Unterkunftsgebäude) und – etwas zurückgesetzt – das Badegebäude für die Soldaten befanden. Es folgten heute in ihren Fundamenten und Kellern konservierte und teilrekonstruierte Wohnhäuser sowie möglicherweise die ebenfalls rekonstruierten Reste eines Mithraeums (Kultstätte des in römischen Militärkreisen sehr beliebten Gottes Mithras).
Die Forschungen gehen davon aus, dass der weitläufige Saalburg-Komplex (Kastell und Vicus) zeitweise von bis zu 2000 Menschen (500 Militärs und an die 1500 Zivilisten) bewohnt war.
Ein Problem bei der Erforschung des Vicus bestand darin, dass lange Zeit die Kastelle im Zentrum der Beobachtungen standen und dem Vicusbereich nur wenig Aufmerksamkeit geschenkt wurde. Zudem war die Grabungstechnik bei Weitem noch nicht ausgereift und die Dokumentation der Befunde zum Teil nur skizzenhaft und summarisch. C. Sebastian Sommer war der erste, der bei der Analyse der alten Grabungspläne unterschiedliche Ausrichtungen in den Fluchten der Bauwerke erkannte und versuchte, diese bestimmten Kastellphasen zuzuordnen. Schließlich untersuchte Cecilia Moneta systematisch die alten Pläne und Aufzeichnungen und gelangte zu einer Periodisierung. Sie wies die Vicusbefunde drei verschiedenen Perioden zu und kam zu dem Ergebnis, dass der erste Vicus schon zur Zeit des Numeruskastells entstanden sein müsse. Grundsätzlich ließen sich drei verschiedene Perioden differenzieren, wovon zwei als Hauptperioden zweier unterschiedlicher Kastelldörfer zu betrachten sind.

### Periode I (um 90 bis um 135)
Der Vicus der ersten Periode entstand zeitgleich mit der Anlage des Numeruskastells. Die Befunde dieser Phase (hauptsächlich Brunnen, ein Gebäude und ein paar Grundstücksbegrenzungen) orientierten sich stärker von Ostnordost nach Westsüdwest als die spätere Bebauung, deren Fluchten mehr in die Haupthimmelsrichtungen tendierten, und waren an einer nach Südsüdost aus dem Kastell hinausführenden Straße angelegt.

### Periode II  (um 135 bis 155/160)
Mit der Errichtung des Kohortenkastells änderten sich der Platzbedarf und die infrastrukturellen Bedürfnisse. Ein Teil des alten Vicus wurde bewusst niedergebrannt um schnellstmöglich Raum für das neue Militärlager zu gewinnen. Der existierende Straßenverlauf wurde jedoch zunächst noch beibehalten. Zu dieser Periode sind die Errichtung der Thermen und der danebenliegenden Taberna zu rechnen.

### Periode III (155/160 bis um 233)
Nach der Mitte des zweiten Jahrhunderts verabschiedete man sich von dem alten Straßennetz und legte ein vollkommen neues an, was mit einer Neuordnung der Grundstücksparzellen und der Bebauung einhergegangen sein muss, wofür die mittels Feuer niedergelegte Bebauung der Periode II und die Neuausrichtung der Gebäude in der dritten Periode spricht. Ihre ökonomische Blütephase, mit rund 13 Hektar größter Ausdehnung und höchster Bevölkerungsstärke, scheint die Siedlung zu Beginn des dritten Jahrhunderts erreicht zu haben. Das Ende dieser Periode, und damit des Vicus selbst, lässt sich zeitlich durch verschiedene Faktoren eingrenzen. Gleich mehrere Brandschichten weisen auf einen großen Brand in der ersten Hälfte des dritten Jahrhunderts, wobei jedoch Kampfspuren fehlen. Dendrochronologische Daten weisen in die Jahre zwischen 225 und 248. Während im eigentlichen Kastell noch Münzen aus der Zeit nach 233 gefunden wurden, fehlen diese im Vicus vollständig. Letztendlich ist daher nicht auszuschließen, dass der Vicus einem Germaneneinfall des Jahres 233 zum Opfer gefallen ist. Danach hatte er zumindest keine größere Bedeutung mehr. Häuser wurden verlassen, Keller und Brunnen verfüllt.

## Gräberfelder

Entwurfzeichnungen des „Gräberhauses“ 1872

Da in den Zeiten der frühen archäologischen Untersuchungen, als auch die Gräberfelder ergraben wurden, keine systematischen Pläne der Nekropolen im Umfeld des Kastells und des Vicus angefertigt worden sind, lässt sich heute leider kein vollständiges und geschlossenes Bild von deren genauer Lage gewinnen und darstellen. Sie werden, wie üblich, an den Ausfallstraßen des Kastells und außerhalb der Siedlungsgrenzen des Vicus gelegen haben. Sicher ist, dass sich das größte Gräberfeld südlich des Kastells, zu beiden Seiten der Straße nach Nida befand. An dem Umstand, dass sich unter dem Straßenkörper selbst keine Grablegen befanden, lässt sich schließen, dass die Straße zeitgleich mit Kastell und Vicus angelegt wurde. Bei den Gräbern handelte es sich ausschließlich um Brandbestattungen, die zum Teil mit Steinen oder Ziegeln eingefasst waren. Die Verbrennung der Leichen erfolgte wohl in einer zentralen Ustrina, der Leichenbrand wurde anschließend eingesammelt und in Urnen, die oft aus organischen Materialien bestanden, bestattet. Die Beigaben setzten sich in der Regel aus Keramikgefäßen, einer Öllampe und einer Münze zusammen, gelegentlich kamen luxuriösere Gebrauchsgegenstände (Glas, Bronze etc.) und/oder Terrakottafiguren hinzu, unter denen die Darstellung eines Hahns sehr häufig anzutreffen war.

### Älteres Gräberfeld (Vicusbereich)
Das ältere Gräberfeld setzt sich aus zwei Befundkomplexen zusammen, die durch einen gut 30 m breiten Streifen, in dem keine Bestattungen nachgewiesen werden konnten, voneinander getrennt waren. Beide Komplexe befinden sich im Bereich des Vicus und sind teilweise von diesem überbaut.
Der nördliche Befund besteht aus rund 50 gesicherten Gräbern, die in der Mehrzahl 1909, vereinzelt 1969 ausgegraben wurden. Die Grabbeigaben, darunter ein Sesterz und ein As des Hadrian, sowie Terra Sigillata der Formen Drag. 18/31 und Drag. 35, verweisen auf die erste Hälfte des zweiten Jahrhunderts.
Der südliche Befund besteht aus rund 40 Gräbern, von denen jedoch nur 13 gesichert sind, was der ungenügenden Dokumentation in den Ausgrabungsjahren 1933/1934 geschuldet ist. Unter den Beigaben befanden sich ein in den Jahren 98 bis 102 geprägter Dupondius des Trajan, sowie Terra Sigillate der Typen Drag. 18/31 und Drag. 27, wodurch auch dieses Feld der ersten Hälfte des zweiten Jahrhunderts zuzuordnen ist.
Das gesamte Gräberfeld wurde vermutlich in der Zeit des Numeruskastells belegt und zu Anfang der Zeit des Kohortenkastells sukzessive überbaut.

### Jüngeres Gräberfeld (südlich des Vicus)

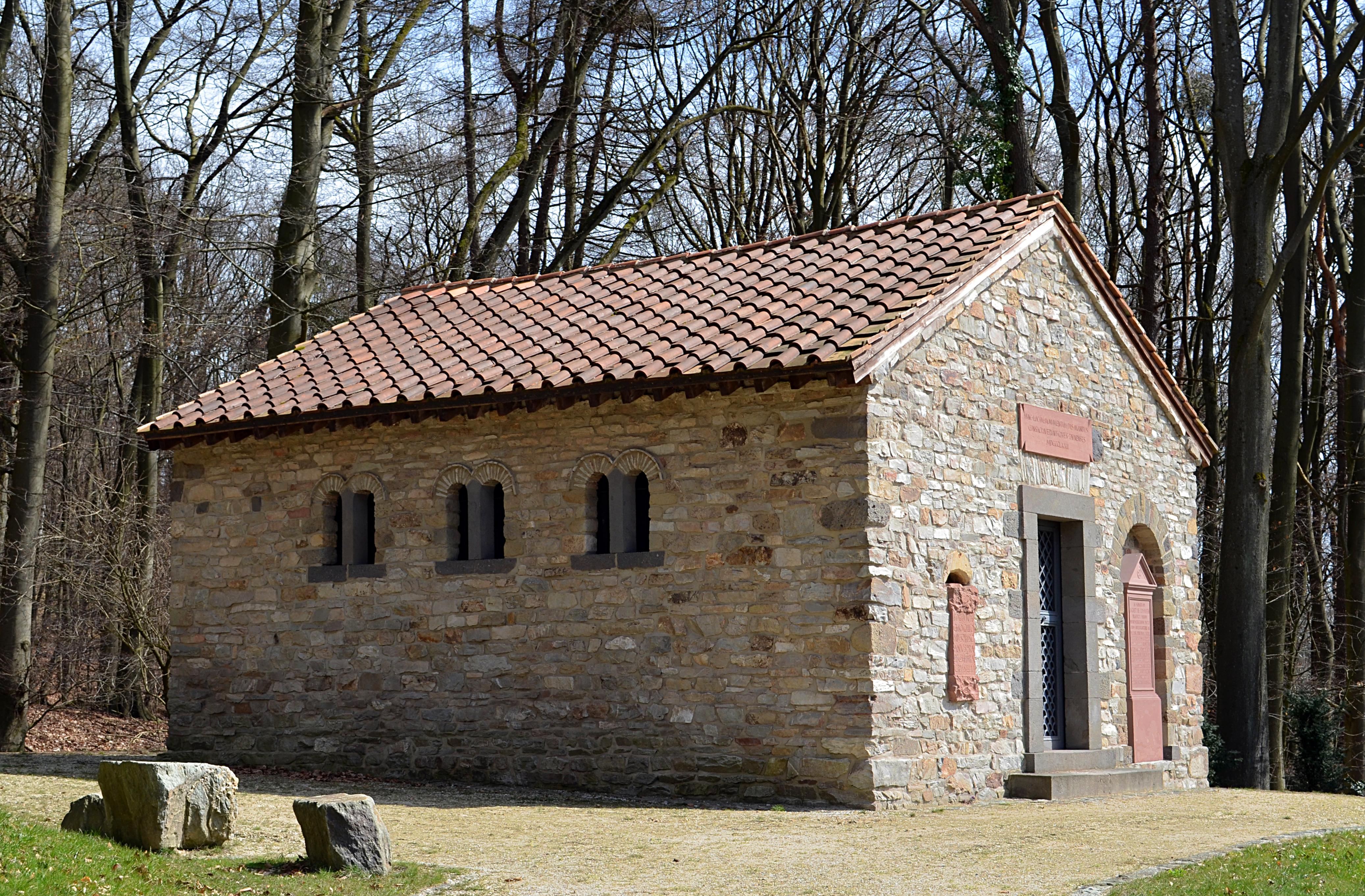
Gräberhaus nach der Sanierung
(Zustand Frühjahr 2013)

Das Gräberfeld südlich des Vicus ist die Hauptnekropole sowohl des Kohortenkastells, als auch der zivilen Siedlung. Insgesamt rund 300 Gräber wurden dort entdeckt, von denen aber lediglich 26 eindeutig zugeordnet werden können. Dies liegt in dem Umstand begründet, dass in diesem Areal zweihundert Jahre lang planlos und ohne ausreichende Dokumentation gegraben worden ist.
Die geringe Menge datierender Funde beginnt mit einem As des Antoninus Pius, das zwischen 140 und 144 geprägt worden ist. Die Enddatierung lässt sich durch eine Münze des Septimius Severus, einen Denar der Julia Maesa, sowie Töpferstempel des 3. Jahrhunderts eingrenzen. Insgesamt dürfte das jüngere Gräberfeld von der Mitte des zweiten bis zur Mitte des dritten Jahrhunderts belegt worden sein.
In einem Befund des jüngeren Gräberfeldes wollen Gustav Habel und Louis Jacobi eine Ustrina erkannt haben. Heute wird diese Deutung bezweifelt. Aufgrund der ungenauen bzw. fehlenden Dokumentation ist eine korrekte Interpretation des Befundes schlechterdings nicht möglich.
Gräberhaus:
Auf der gegenüberliegenden Seite der Saalburgchaussee befindet sich das Gräberhaus. Das Gräberhaus wurde 1872 als erstes Gebäude auf dem Saalburgpass mit Mitteln des im gleichen Jahr gegründeten Saalburgvereins erbaut. Das Haus liegt inmitten des römischen Gräberfeldes der Saalburg. Es sollte zum einen den im Rahmen der Ausgrabungen anfallenden Grabausstattungen und -inventaren ein würdiges Umfeld bieten. Zum anderen sollte das Gebäude einen Eindruck vom Aussehen der geplanten Rekonstruktion der Saalburg vermitteln.

### Grabeinfriedung (ehemals so genanntes „Mithräum“)

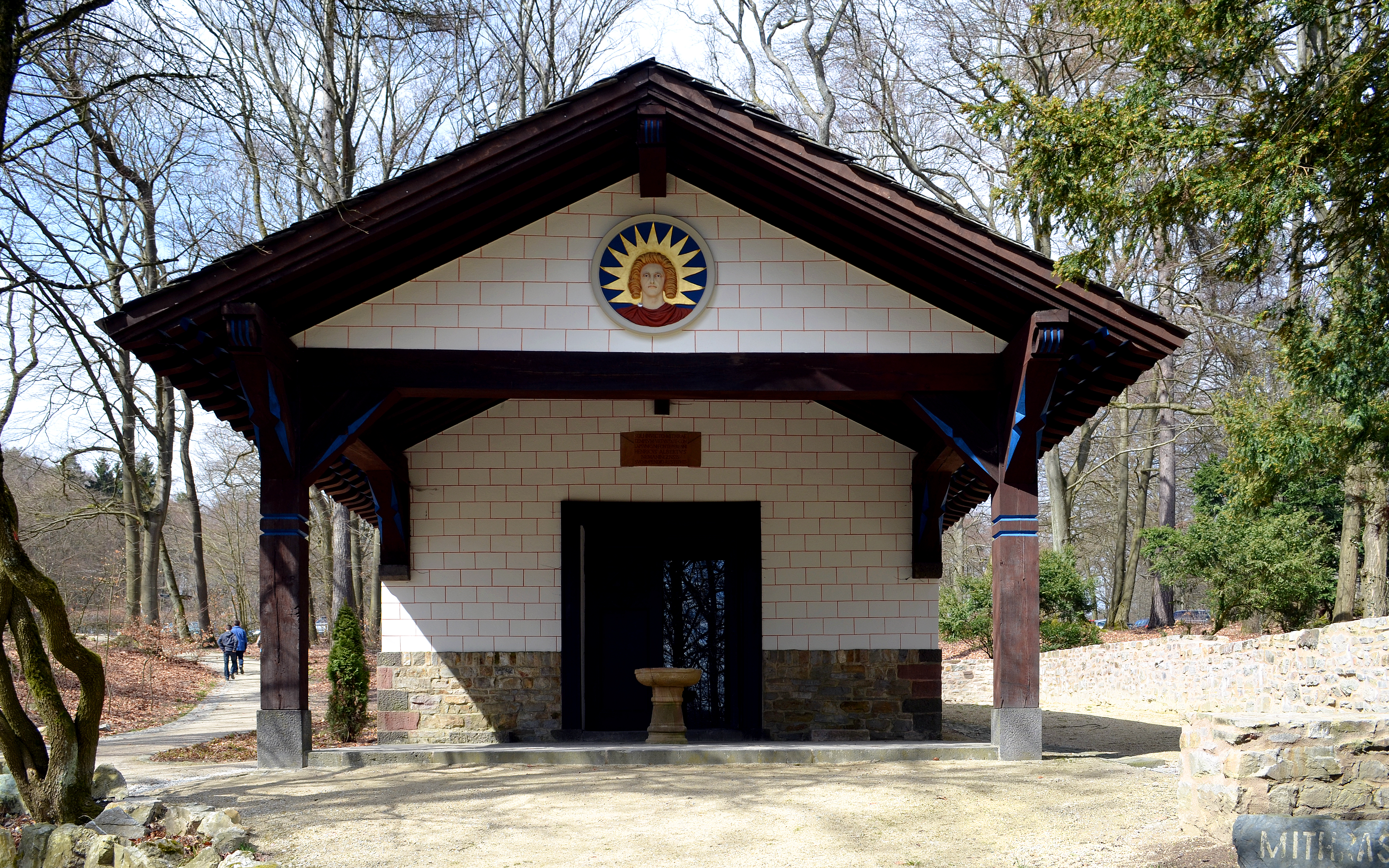
Rekonstruiertes „Mithräum“ nach der Sanierung
(Zustand Frühjahr 2013)

Am südlichen Rande des Vicus wurde von Heinrich Jacobi direkt an einer Quelle ein Mithräum, eine Kultstätte des Mithras rekonstruiert. Obschon die Existenz eines Heiligtum des persischen Lichtgottes, der bei den Soldaten im gesamten Imperium sehr beliebt war, in der Nähe eines Kastells von der Größe der Saalburg durchaus wahrscheinlich ist, wird sie an dieser Stelle durch keinerlei Funde oder Befunde gestützt. Ein Mithräum wie auch andere Kultstätten können zwar im Umkreis der Saalburg mit hoher Wahrscheinlichkeit postuliert werden, ihre Lokalisierung bleibt hingegen völlig ungewiss. Der Befund, den Jacobi als Mithräum interpretiert hatte, bestand aus zwei nebeneinander liegenden Mauerzügen, zwischen denen 1872 insgesamt 33 dicht beieinander liegende Brandbestattungen geborgen worden waren. Der Umstand, dass ein 1937 publizierter Grundriss von dem 1897 erstmals veröffentlichten Plan abwich, machte die Jacobi’sche Interpretation noch zweifelhafter.
Hatten bereits Hans Schönberger 1957 und Elmar Schwertheim 1974 Einwände gegen die Deutung des Befundes als Mithräum formuliert, geht die Wissenschaft heute übereinstimmend davon aus, dass es sich bei dem Befund um die Einfriedung eines Grabkomplexes handelt. Aufgrund der Beigaben eines der Gräber, die sich unter anderem aus einem Denar der Julia Maesa, einem Terra-Sigillata-Krug des Typs Niederbieber 27 und einem Schwert germanischer Provenienz zusammensetzten, kann die Datierung dieses Grabkomplexes insoweit eingegrenzt werden, als dort in der ersten Hälfte des dritten Jahrhunderts noch Bestattungen vorgenommen worden sein müssen.

## Umgebung der Saalburg

### Jupitersäule

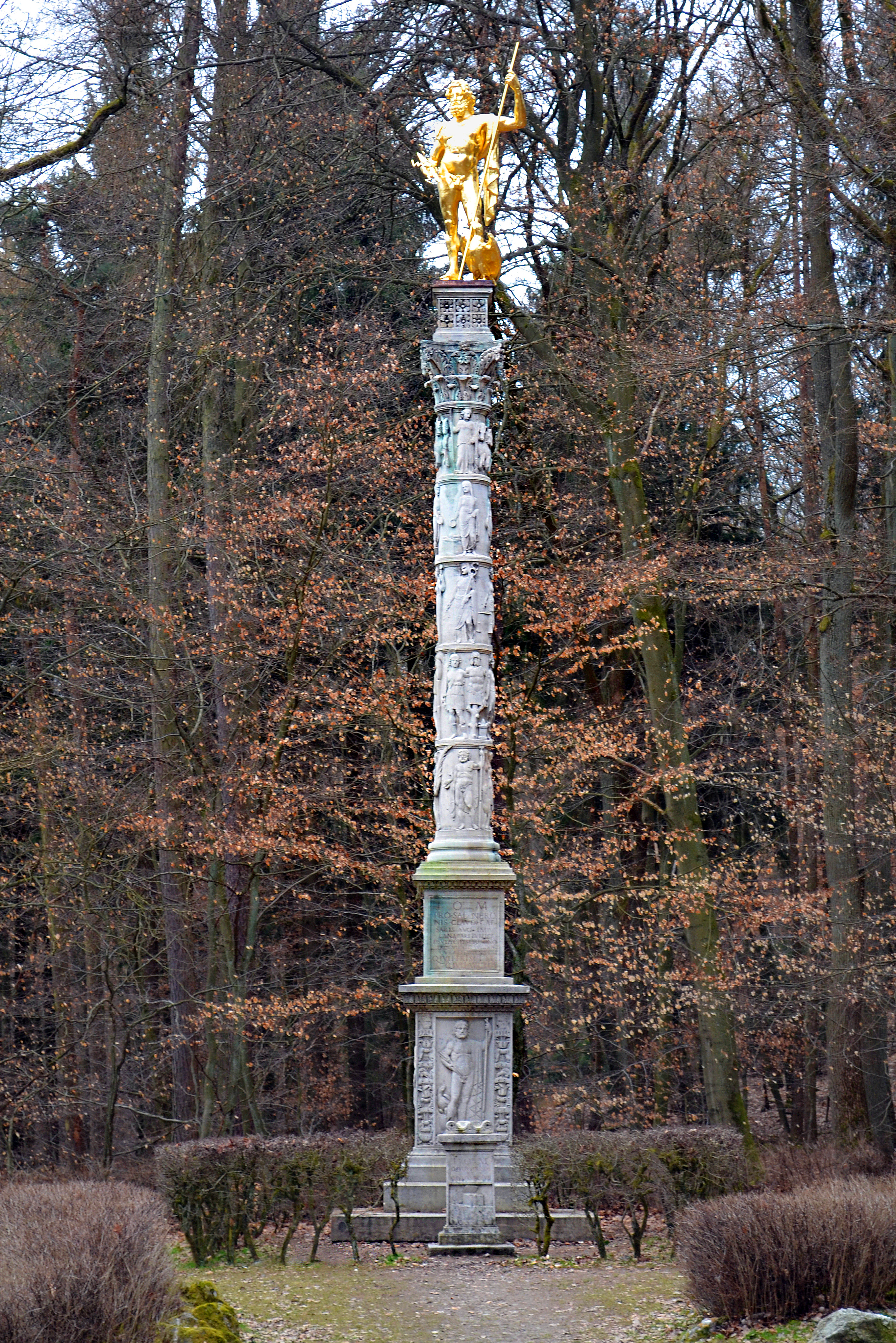
Jupitersäule

Unweit südlich der Saalburg befindet sich auch die Nachbildung einer 1904/05 in Mainz gefundenen Jupitersäule. Die Replik wurde von dem Mainzer Bildhauer Eduard Schmahl angefertigt und 1912 fertig gestellt. Die ca. 12 m hohe Jupitersäule steht unter Denkmalschutz. Die Figur wurde 2011–2014 saniert.

### Margheriten-Stein

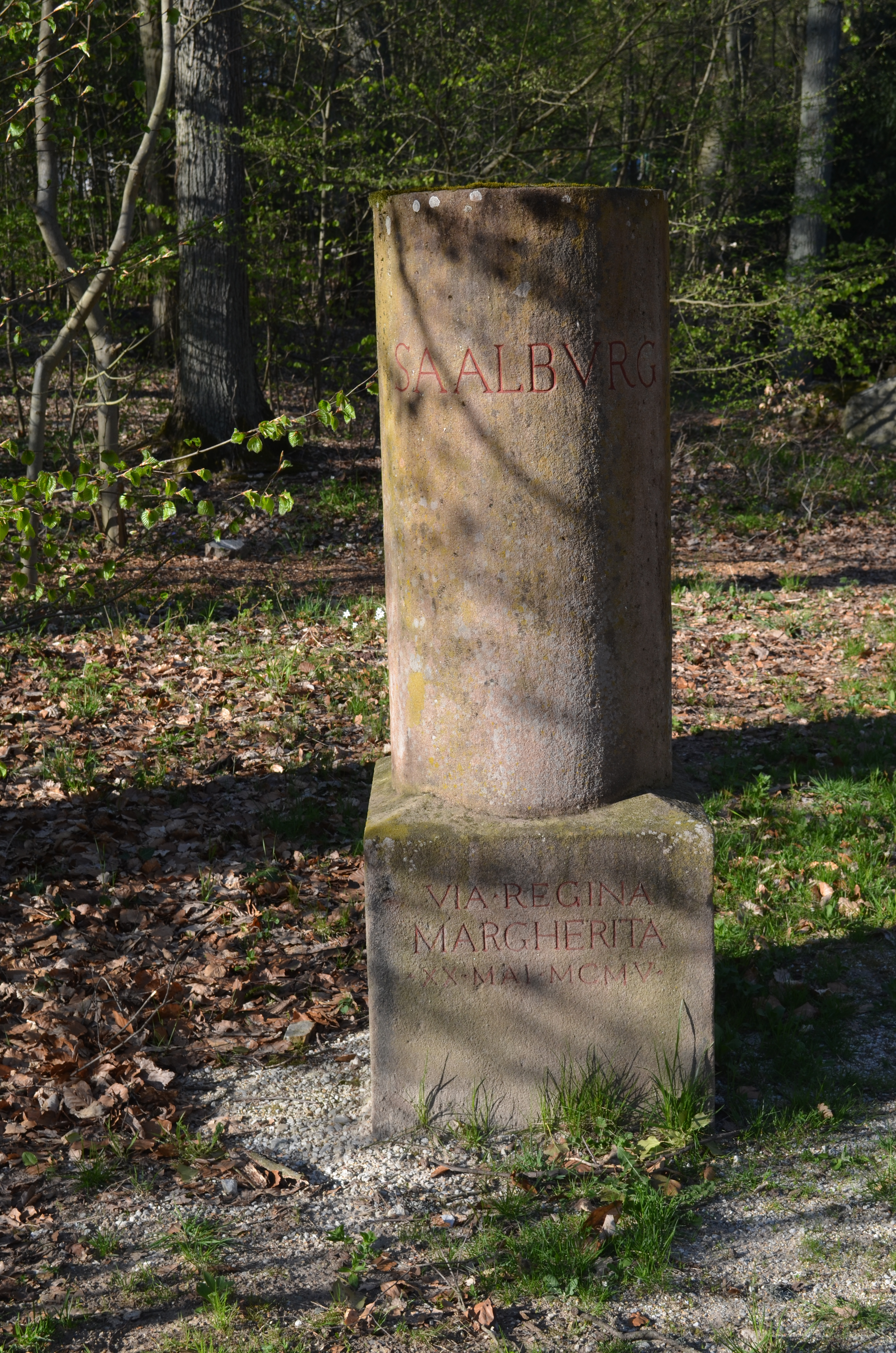
Margheriten-Stein

Der Margheriten-Stein neben dem Mithräum erinnert an den der Saalburg abgestatteten Besuch von Königin Margherita von Italien im Jahr 1905. Er steht unter Denkmalschutz.

### Landgasthof Saalburg
Der benachbarte Landgasthof Saalburg steht seit 2013 unter Denkmalschutz, da er über eine originale Inneneinrichtung aus der deutschen Kaiserzeit verfügt.

### Limesverlauf vom Kastell Saalburg zum Kleinkastell Lochmühle
Von der Höhe des Saalburgpasses zieht der Limes relativ steil zum Kleinkastell Lochmühle hinab. Er verläuft dabei durch vorrangig stark bewaldetes Gelände und verliert auf seinem Weg mehr als 110 Höhenmeter.
| ORL     | Name/Ort               | Beschreibung/Zustand |
| ------- | ---------------------- | --- |
| ORL 11  | Kastell Saalburg       | siehe oben |
|         | Limesübergang          | |
| Wp 3/67 |                        | Vermutete, jedoch nicht archäologisch nachgewiesene Turmstelle. |
| Wp 3/68 | Am Frölichmann-Kopf    | Turmstelle, bestehend aus zwei Holztürmen und einem Steinturm. Der Steinturm besaß einen annähernd quadratischen Grundriss von 6,35 m bis 6,55 m Seitenlänge. Die Mauerstärke betrug 60 cm. Unmittelbar westlich des Steinturms, nur 90 cm von dessen Fundamentgrube entfernt, befand sich der 1,90 m breite und 60 cm tiefe Graben eines Holzturms. Aus dem schmalen Bereich zwischen dem Steinturm und dem westlichen Holzturm konnte eine Münze des Caracalla geborgen werden. Unmittelbar östlich des Steinturms wurden die Ständerpfosten und der Graben eines weiteren Holzturms festgestellt. Die Position der Turmstelle war vorzüglich gewählt. Von hier aus reichte die Sicht vom Wp 3/63 im Westen bis zu den Türmen der Strecke 4, jenseits des Köpperner Tals im Osten, sowie im Norden weit in das Limesvorfeld hinein. |
| Wp 3/69 | „Am Bennerpfad“        | Stelle eines Steinturms von rechteckigem Grundriss mit einem Seitenverhältnis von 5,60 m zu 5,80 m. Die Stärke des Mauerwerks betrug 90 cm. Der Grundriss des Turms war nicht parallel, sondern leicht schräg zur Limespalisade ausgerichtet. Sein Abstand von der Mitte des Limesgrabens betrug zwischen 25 m und 26 m. Für eine Studie ließ der Archäologe Thomas Becker einen als Speiseabfall von dieser Wachtturmstelle geborgenen Tierknochen mithilfe der Radiokarbonmethode datieren und konnte das Stück auf die Jahre 141+/− 48 n. Chr. festschreiben. Ein Rothirschknochen vom Wachturm 3/69 macht die Nutzung von Wildtieren zur Ernährung der Soldaten deutlich. Wesentlich wichtiger waren jedoch die Haussäugetiere. Hier ist an erster Stelle das Rind zu nennen, Bedeutung hatten auch Schaf und Ziege sowie das Schwein. Als ausgesprochen seltener Fleischlieferant fanden sich an diesem Wachtturm auch Knochen von zwei Pferden. |
| KK      | Kleinkastell Lochmühle | siehe Hauptartikel Kleinkastell Lochmühle |

## Denkmalschutz
Das Kastell Saalburg und die umliegenden Limesanlagen sind als Abschnitt des Obergermanisch-Raetischen Limes seit 2005 Teil des UNESCO-Welterbes. Außerdem sind sie Bodendenkmale nach dem Hessischen Denkmalschutzgesetz. Nachforschungen und gezieltes Sammeln von Funden sind genehmigungspflichtig, Zufallsfunde an die Denkmalbehörden zu melden.

## Saalburgmuseum

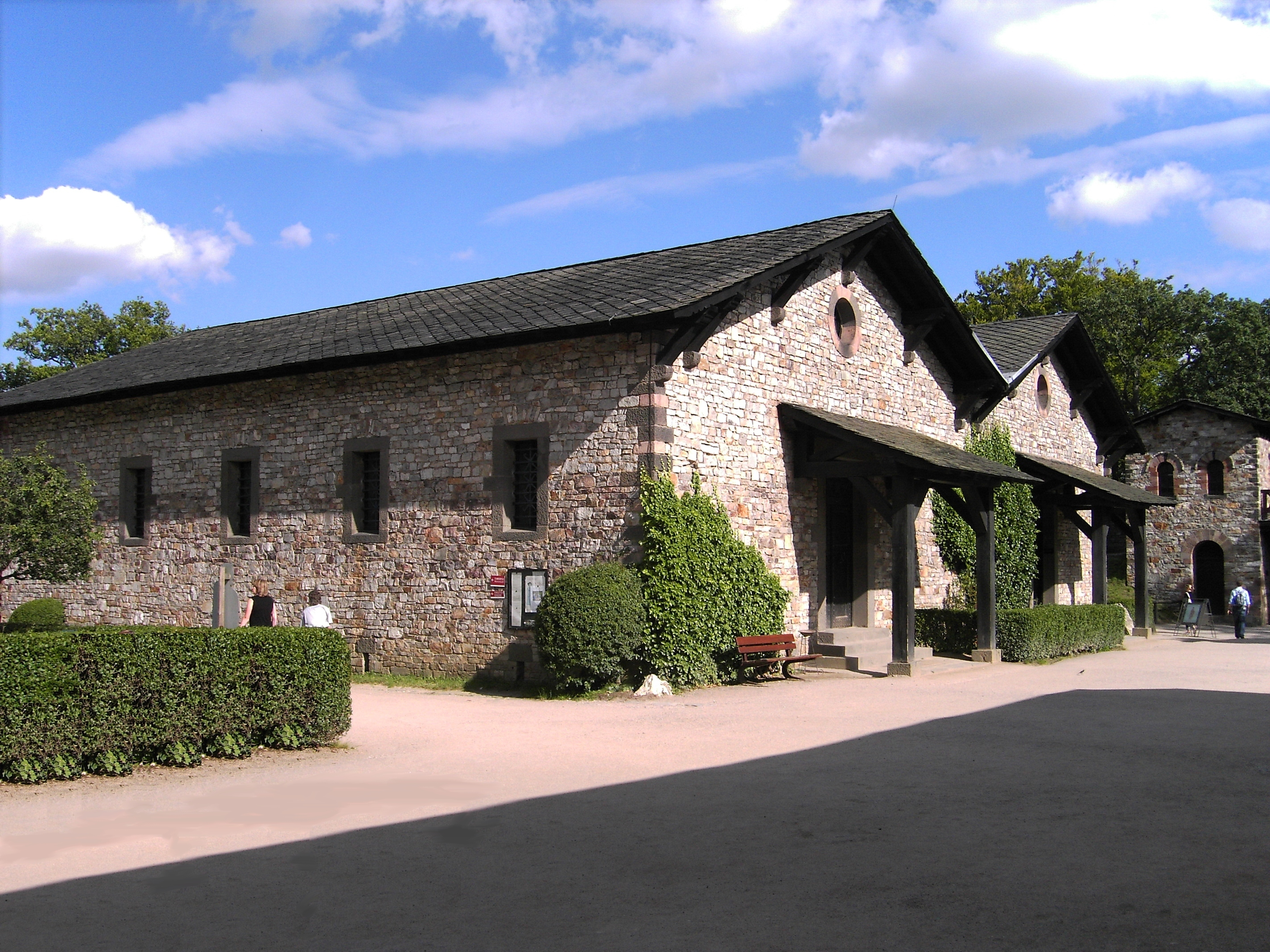
Horreum, das den Großteil der Ausstellungsräume beherbergt

Das Kastell Saalburg ist eines der Archäologischen Landesmuseen in Hessen. In diesem Verbund repräsentiert es die Römerzeit. Ein weiteres Archäologisches Landesmuseum ist die Keltenwelt am Glauberg in Glauburg-Glauberg für die Eisenzeit. Das Kastell Saalburg gehört organisatorisch zur „hessenARCHÄOLOGIE“, einer Abteilung des Landesamtes für Denkmalpflege Hessen.
Auch wenn die Saalburg in erster Linie als Freilichtanlage und Museum erscheint, so erfüllt sie dank des angeschlossenen Forschungszentrums darüber hinaus doch eine Reihe wissenschaftlicher Funktionen.
Augenfällig ist natürlich das rekonstruierte Kastell mit der vollständigen Umwehrung, den Principia (Stabsgebäude) mit dem Fahnenheiligtum (Aedes) und der Appellhalle, dem Horreum (Getreidespeicher), den zwei Mannschaftsbaracken mit ihren Contubernia (Stubengemeinschaften) sowie dem nur teilweise wiederhergestellten Wohngebäude des Kommandanten (Praetorium).

Im Horreum befindet sich auch ein Teil der informativen Ausstellungsräume, deren Schwerpunkte in der Darstellung kulturhistorischer sowie bau- und militärtechnischer Aspekte des römischen Germanien bestehen. Weitere Exponate befinden sich in der Principia und der erst 2008 rekonstruierten Fabrica.

Exponate des Saalburgmuseums
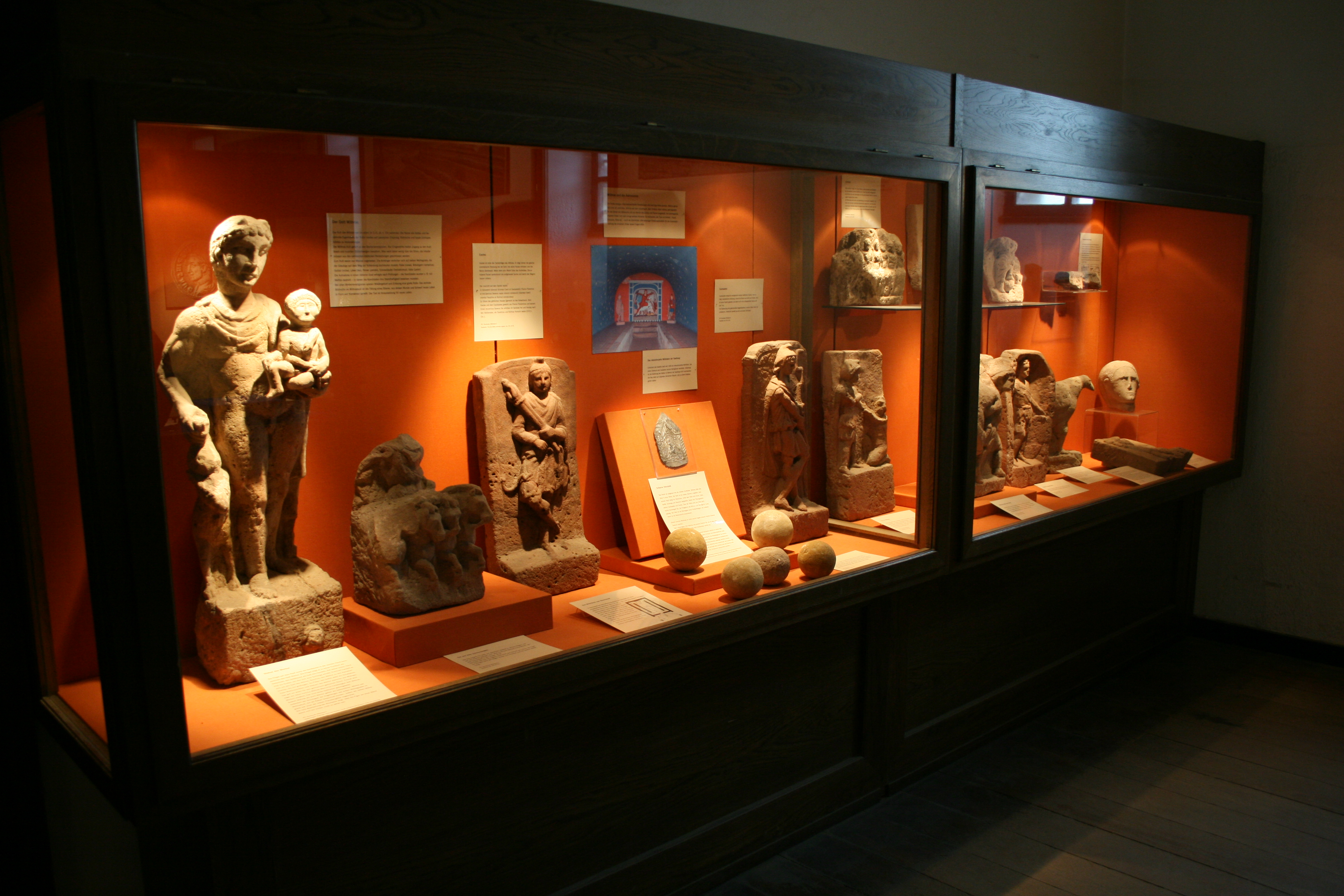
Fundstücke aus dem Stockstädter Mithräum
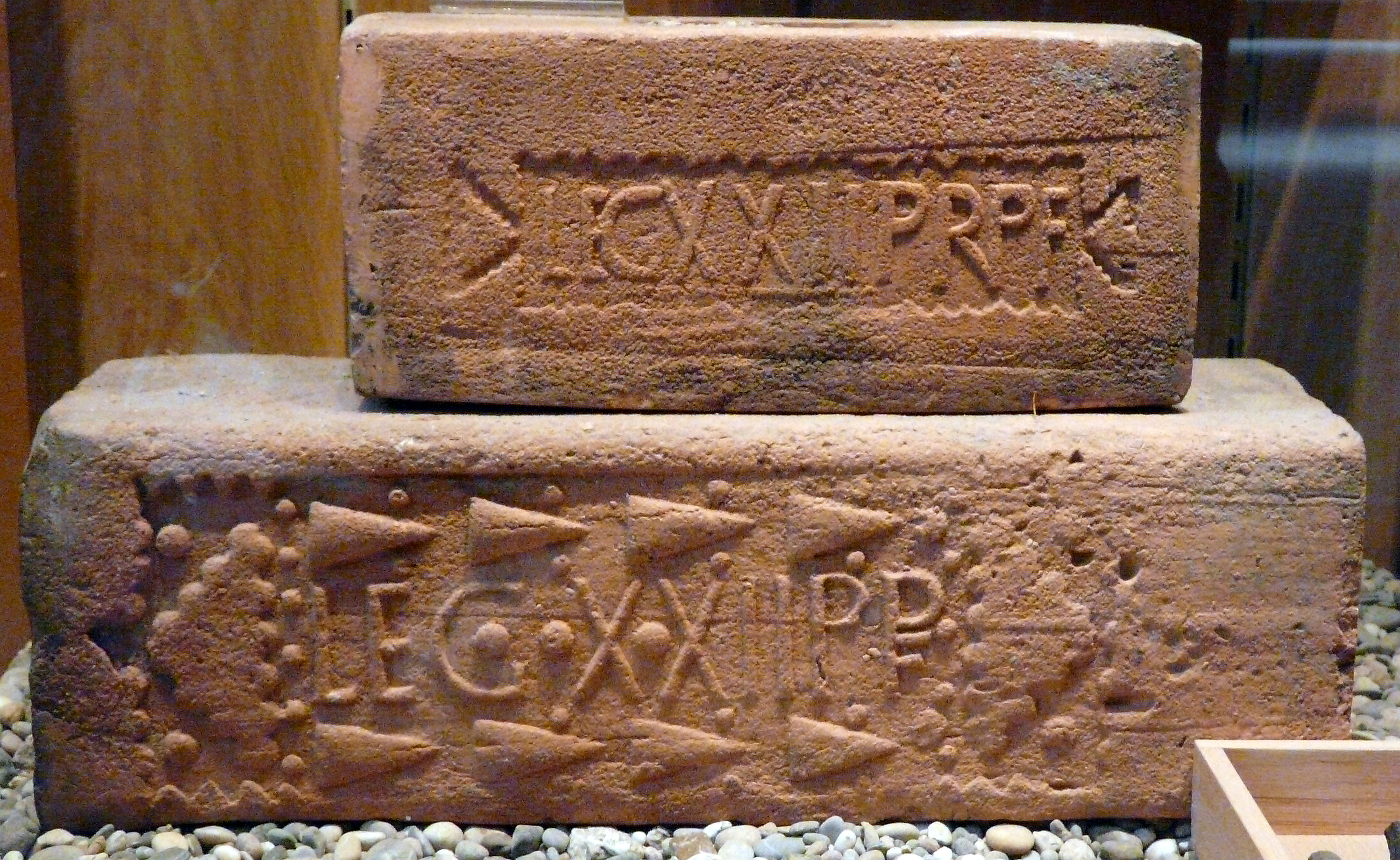
Ziegel der Legio XXII Primigenia
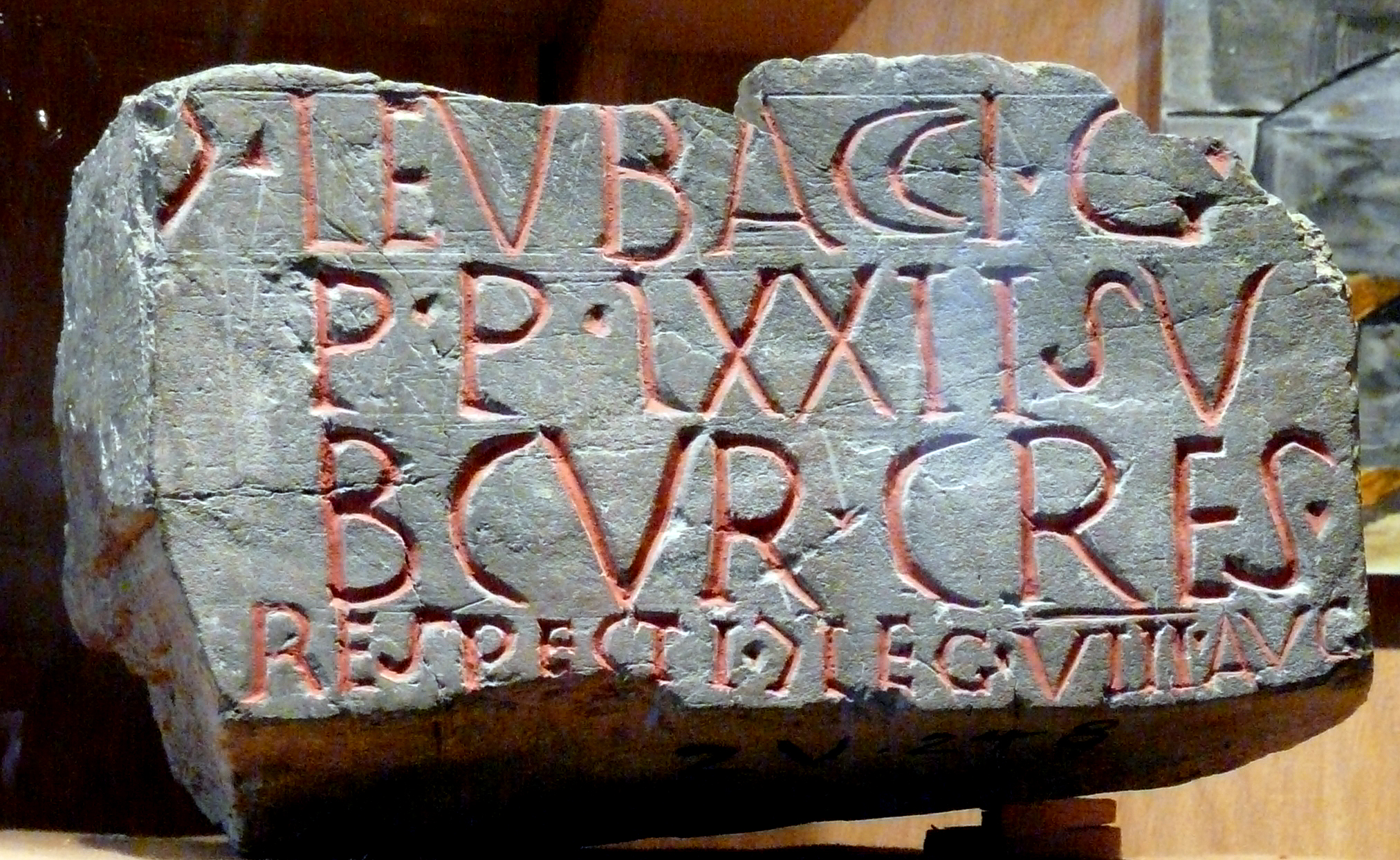
CIL 13, 7613a aus dem Kastell Zugmantel
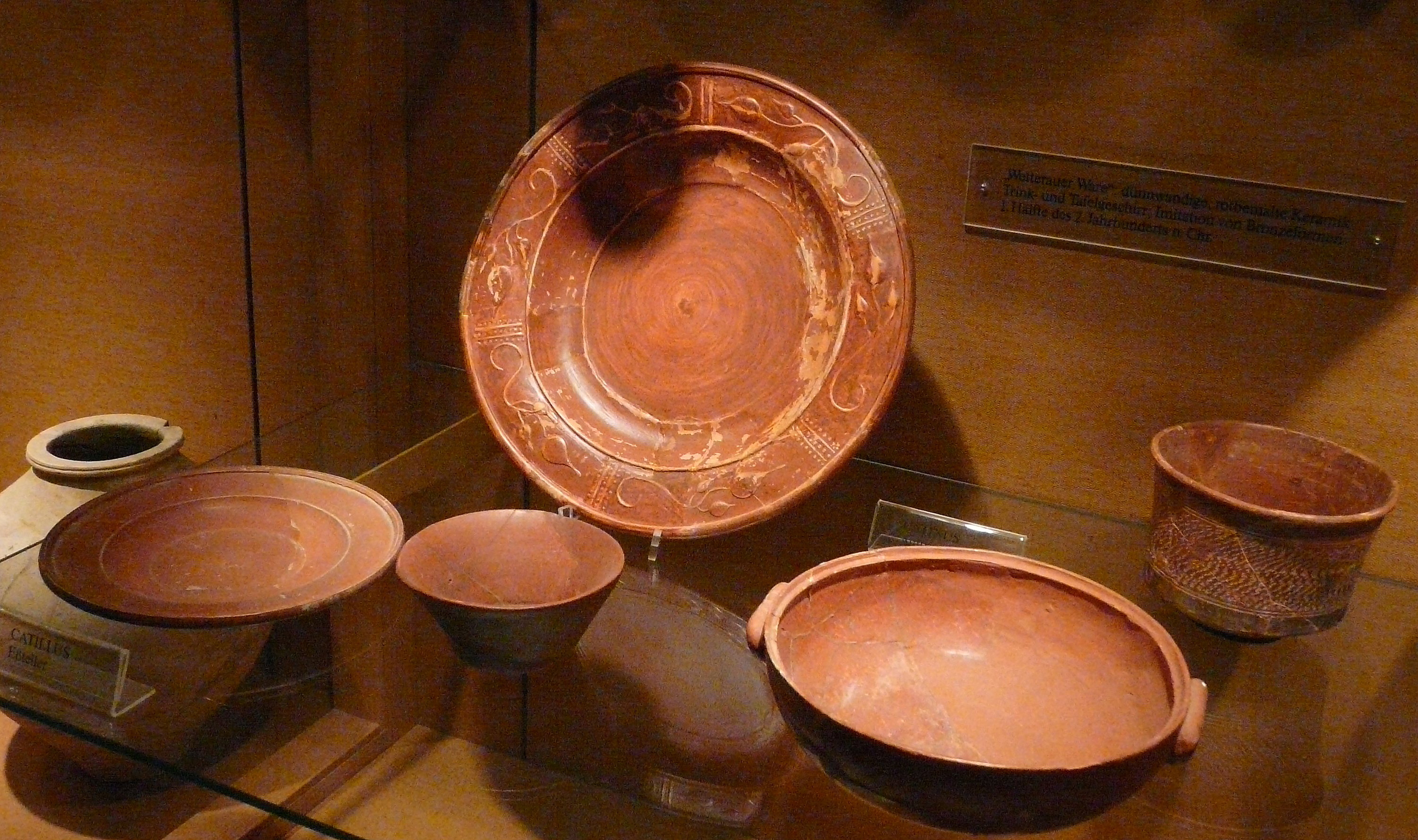
Wetterauer Ware
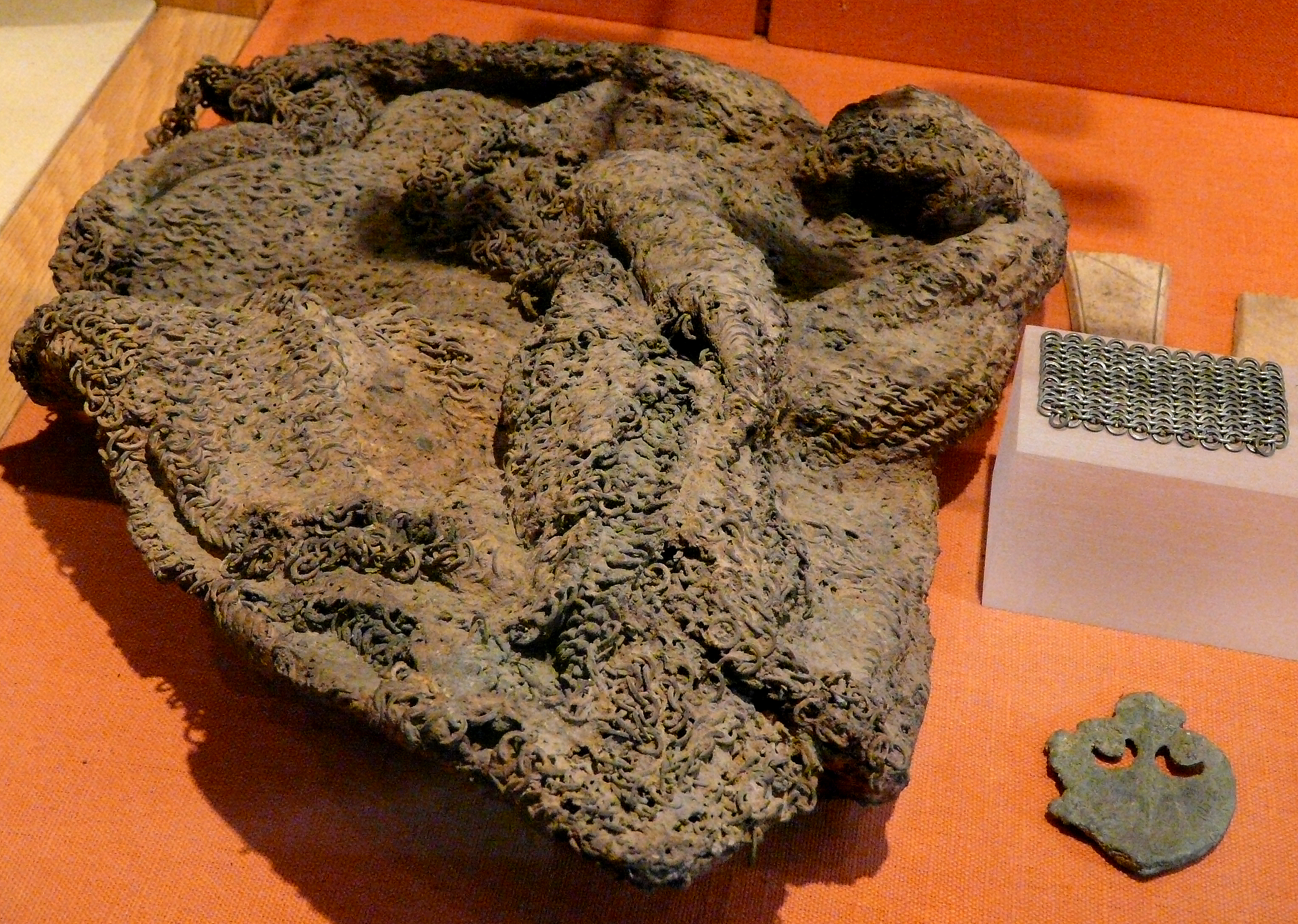
Kettenhemd
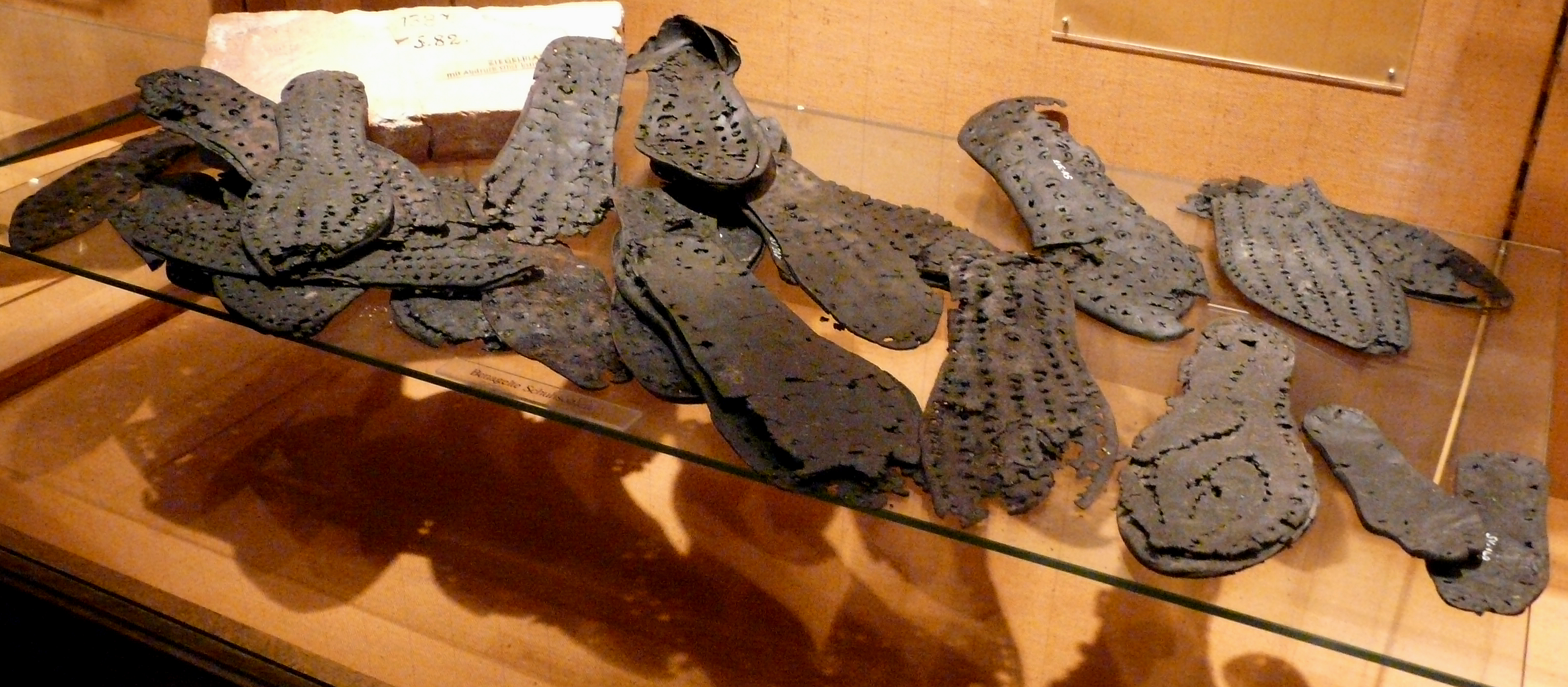
Sohlen von Caligae
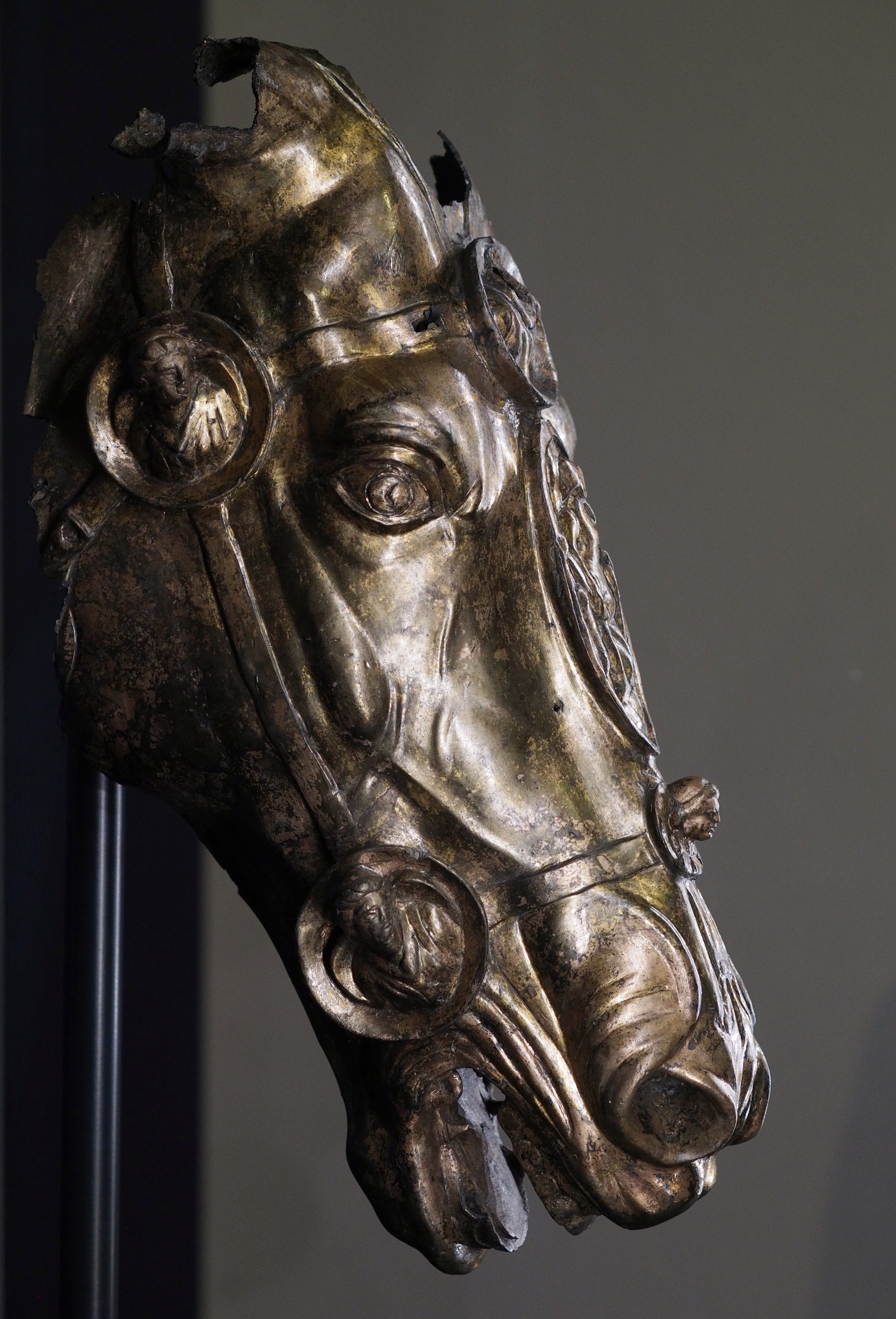
Pferdekopf von Waldgirmes

Darüber hinaus ist die Saalburg aber seit ihrer Entstehung immer auch ein international renommiertes Forschungsinstitut der provinzialrömischen Archäologie im Allgemeinen und zur Untersuchung des Limes im Besonderen gewesen. Das Herzstück dieser Forschungseinrichtung wird von der Fachbibliothek mit einem Bestand von über 30.000 Büchern sowie 2200 Diapositiven gebildet. Zahlreiche vom Saalburgmuseum veranstaltete Kolloquien und nicht zuletzt die hier herausgegebenen Fachpublikationen runden die wissenschaftliche Arbeit ab.
Die Geschäftsstelle der 2003 gegründeten Deutschen Limeskommission befindet sich ebenfalls auf dem Gelände des Saalburgmuseums.
Seit Anfang der 1980er Jahre werden in der Saalburg durch den Lions Club Friedrichsdorf-Limes jährlich stattfindende klassische Konzerte veranstaltet.
Direktoren
- 1897–1910 Louis Jacobi
- 1912–1935 Heinrich Jacobi
- 1935–1938 (kommissarisch) Wilhelm Schleiermacher
- 1938–1939 (kommissarisch) Joseph Alfs
- 1945–1946 Heinrich Jacobi
- 1948–1966 Hans Schönberger
- 1966–1993 Dietwulf Baatz
- 1995–2013 Egon Schallmayer
- seit 2013 Carsten Amrhein

## Saalburgbahn

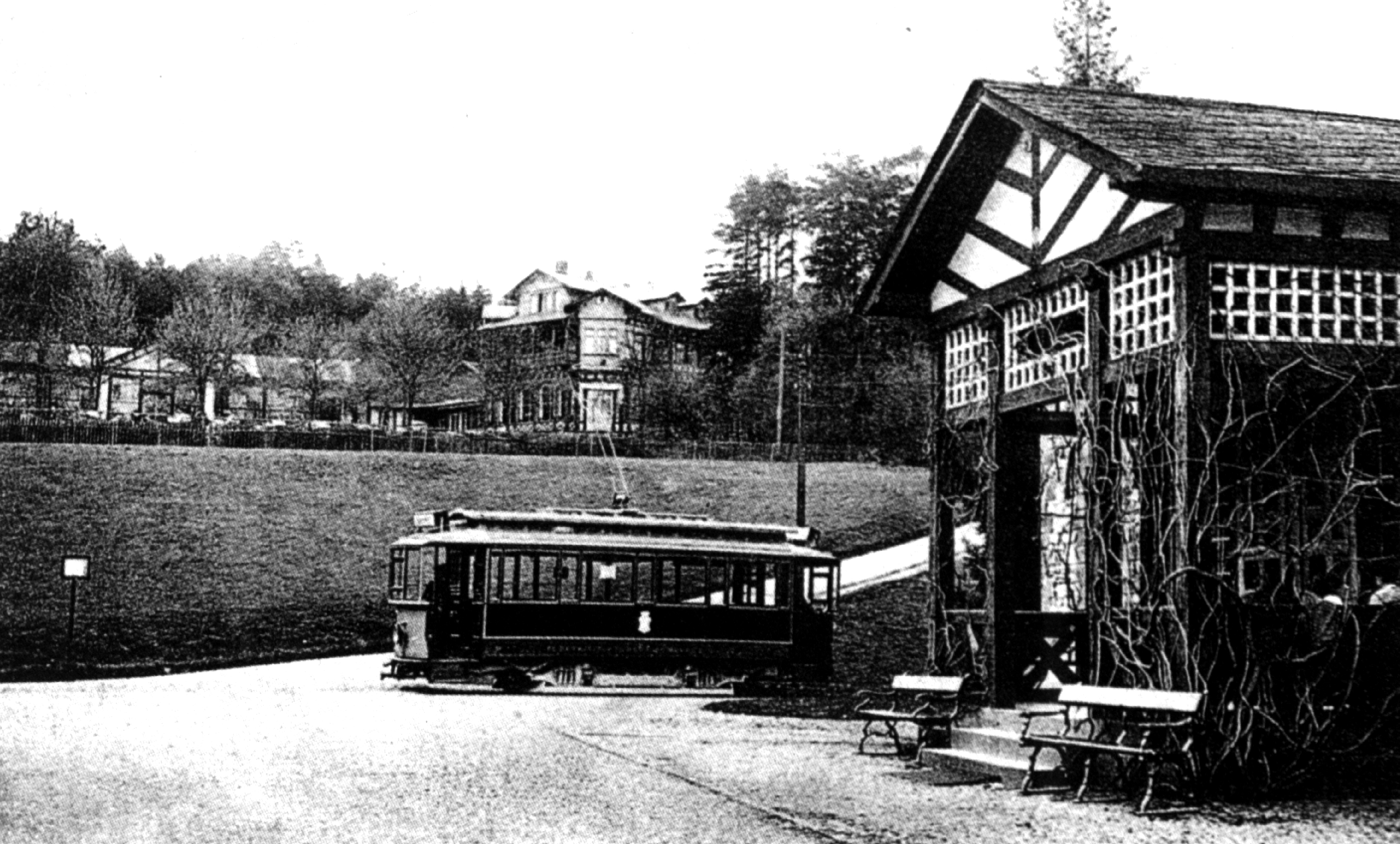
Die Endstation der Saalburgbahn um 1900

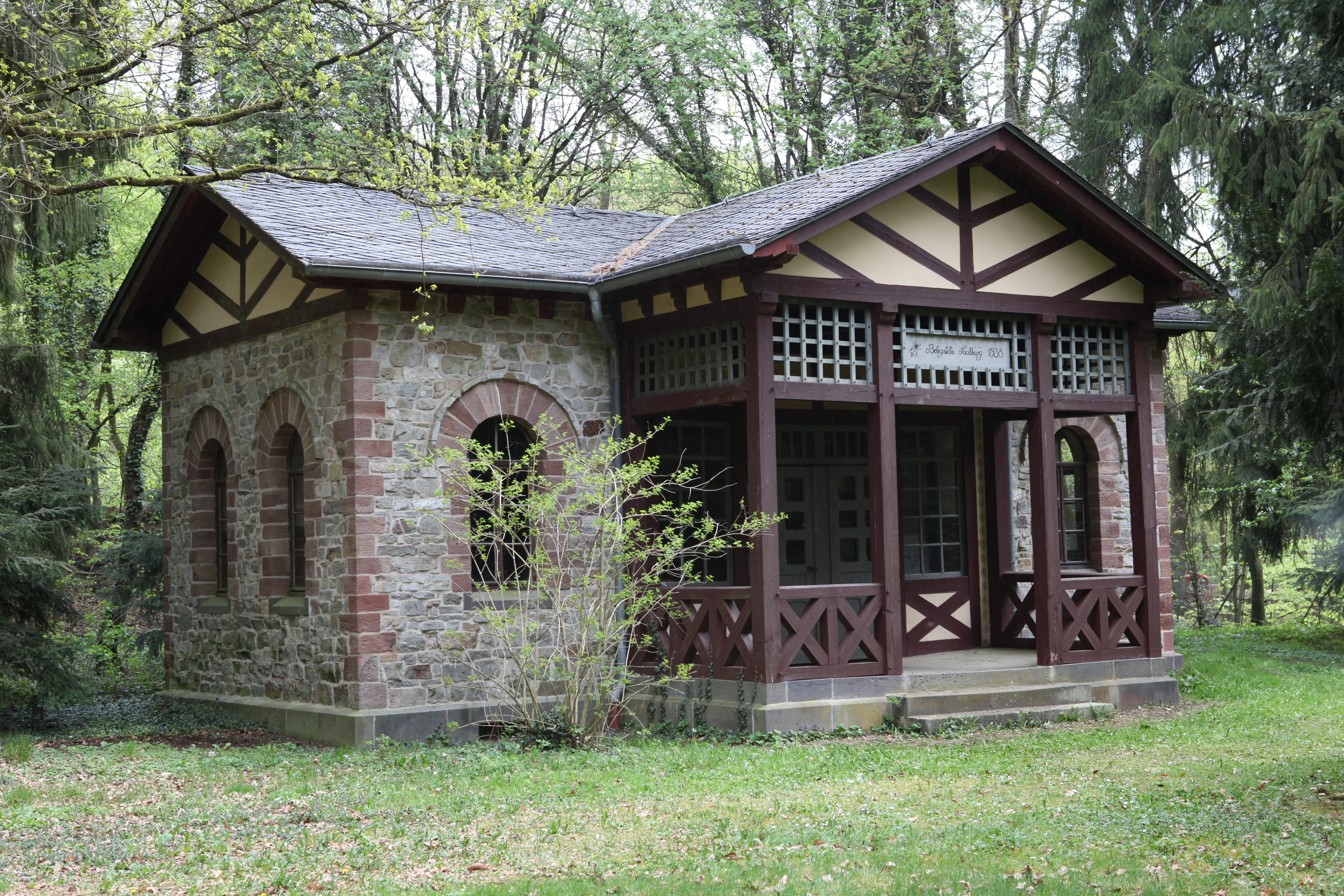
Der Bahnhof als Imkerei im Jahre 2015

Im Zusammenhang mit der Rekonstruktion Ende des 19./Anfang des 20. Jahrhunderts stieg auch das Interesse der Bevölkerung und der in Bad Homburg weilenden Kurgäste an der Saalburg. Um für einen möglichst bequemen Transport der Besucher zu sorgen, wurde Anfang des 20. Jahrhunderts durch die Bad Homburger Straßenbahn die Saalburgbahn gebaut und am 3. Juni 1900 eröffnet. Die Straßenbahn-Linie fand zunächst regen Zuspruch bei den Fahrgästen und erlebte ihre Blüte vor dem Ersten Weltkrieg. Nach dem Krieg sank die Nachfrage, nicht zuletzt bedingt durch massiv sinkende Kurgastzahlen. Zusätzlich machte der Bahn die Inflation sehr zu schaffen. Der Betrieb wurde am 31. Juli 1935 eingestellt. Außer einigen Bahndämmen im Wald ist nur noch das etwas abseits gelegene und für die Öffentlichkeit nicht zugängliche ehemalige Bahnhofsgebäude vorhanden. Es wurde nach einem Entwurf des Bad Homburger Architekten Louis Jacobi errichtet, der für Kaiser Wilhelm II. auch die Saalburg rekonstruierte. An der Vorhalle in offener Fachwerkkonstruktion ist die lateinische Inschrift angebracht:
IUVET VOS SILVARUM UMBRA / MANSIO RAEDARUM SAALBURGIENSIUM / SALVETE HOSPITES
Es erquicke euch der Waldesschatten / Saalburg Haltestelle der electrischen Bahn / Seid gegrüsst Gäste
Der Bahnhof lag am Scheitelpunkt der dortigen Wendeschleife. Er wurde im Jahr 2005 aufwändig denkmalpflegerisch restauriert und dient heute der Imkerei und steht unter Denkmalschutz.
Auch heute ist die Saalburg mit öffentlichen Verkehrsmitteln erreichbar. Die Stadtbuslinie 5 des Stadtverkehrs Bad Homburg, die an Wochenenden auch den Hessenpark bedient, hält in unmittelbarer Nähe des Kastells. An der Bahnstrecke Friedrichsdorf–Albshausen liegt der Bahnhof Saalburg, der unterhalb des Taunuskamms in rund 1,2 km Luftlinie entfernt liegt.

### Monographien

Titelseite von Georg Keller: Das Saalburg-Museum. Homburg vor der Höhe 1876

Tafel LXXI aus Louis Jacobi: Das Römerkastell Saalburg bei Bad Homburg vor der Höhe. Nach den Ergebnissen der Ausgrabungen und mit Benutzung der hinterlassenen Aufzeichnungen des Königl. Konservators Obersten A. von Cohausen. Homburg vor der Höhe 1897